# 西武バス
西武バス株式会社（せいぶバス、英文社名：Seibu Bus Co., Ltd. ）は、埼玉県所沢市に本社を置く西武グループのバス事業者である。西武ホールディングスの子会社であり、西武鉄道沿線を中心に、東京都（都区内北西部・多摩地域）から埼玉県南西部にかけての地域を主な営業エリアとして、乗合バス（一般路線バス・高速バス）、貸切バスを運行する。
1991年（平成3年）からは運行エリアの各自治体から委託を受けてコミュニティバスの運行も開始しており、1990年代前半という早い時期から積極的に運行受託を行っている。
子会社として、西武観光バス、西武総合企画、西武ハイヤーがある。

## 沿革
他の大手私鉄系バス会社では、バス事業の経営合理化を目的として主に1990年代前後、電鉄会社の自動車部門（バス部門）を分社化し子会社とした形態が多くなっているが、西武バスの成立過程と西武鉄道の関係はそうではなかった。
西武バスは近年になって西武鉄道から分社化されたバス会社ではなく、終戦直後から西武グループのバス専業事業者として歩んできた。この成り立ちは西武バスの特徴でもある。以下、統合の過程と現在の西武バスに至るまでの歴史を記述する。

### 東浦自動車の設立と事業統合
西武バスの母体は、1932年12月19日に埼玉県浦和町（1934年に市制施行して浦和市、現・さいたま市）に設立された東浦自動車株式会社である。1941年12月より東浦自動車は、現在の西武池袋線系統の前身である武蔵野鉄道の傘下に入っていたが、戦中までは社名の通り浦和の東部を中心に、鳩ヶ谷から川越、途中の東大久保（現・富士見市）から所沢まで路線を有していた会社であった。
それに遡り、1920年代前半には東京多摩地域で、東京府北多摩郡田無町（戦後の1967年に市制施行して田無市、現・西東京市）に田無自動車商会が設立、武蔵境 - 田無間で乗合バスを運行している。この会社が西武新宿線系統の前身である旧・西武鉄道に買収され、滝山営業所の起源となった（詳細は西武バス滝山営業所#沿革を参照）。また1920年代後半には、飯能・青梅地区でも青梅自動車および秩父自動車が設立され乗合バス運行を開始しているが、これらの会社が戦時統合により武蔵野鉄道に統合され、飯能営業所の起源となっている（詳細は西武バス飯能営業所#沿革を参照）。
現在の西武バスが、埼玉県南西部から東京北西部の広範囲に路線網を有するのは、終戦後成立した西武農業鉄道の直営バス部門を東浦自動車が譲受したことによるものである。
西武農業鉄道は、現在の西武鉄道（1946年11月改称）であるが、これは1945年9月に武蔵野鉄道が旧・西武鉄道を合併して成立した会社である。
武蔵野鉄道は、昭和の初期より青梅・飯能周辺においてバスを開業し、終戦時までに現在の西武池袋線沿線を中心とする地域に広大な路線網を形成していた。この中には、1940年に合併した多摩湖鉄道より継承した路線、秩父自動車の合併により継承した秩父地区の路線が含まれる。
多摩湖鉄道は、小平・国分寺・東村山周辺でバス営業を開始したのち、親会社の箱根土地（後のコクド、現在の西武・プリンスホテルズワールドワイドの前身）のもとで周辺バス事業者の積極的な買収を行い、青梅岩蔵温泉・八王子・川越などにも路線を広げていた。合併時において、その営業成績は大変良好であったといわれる。
旧・西武鉄道は、1936年（昭和11年）、所沢 - 立川間に路線を開通した際に設置した「所沢派出所」は所沢営業所の、「立川派出所」は立川営業所の、それぞれ起源となっている。旧・西武鉄道は、東京では鉄道の西武村山線（現・新宿線）に並行する関（現・練馬区）以西の青梅街道上や、西武川越線（現・国分寺線）に並行する国分寺 - 東村山間を昭和初期に開業し、立川・田無・武蔵境など周辺地域に路線を拡張していった。また、埼玉県内でも大宮・川越・仏子・所沢などに路線を有していた。
これら前身事業者によって形づくられた西武農業鉄道のバスを譲受するのに先駆けて、東浦自動車は1946年3月に増資の上で武蔵野自動車株式会社に商号変更し、同年6月にこれを譲受した。そして翌1947年2月に本社を所沢へ移転し、同年11月に西武自動車株式会社（初代）に社名を改め、新たなスタートを切った。

### 西武自動車から西武バスへ
西武自動車（初代）はまず、6割以上にも達していた戦時休止路線の復旧を行い、同時に路線の新設・延伸を進めていった。都内では、他社に遅れをとったものの1948年から都営バスとの相互乗り入れによる都心直通路線を開設して路線を東へと延ばし、練馬区を重点に西武鉄道沿線の路線拡充も進めた。また、埼玉県でも国際興業バスとの相互乗り入れにより、県内の中核都市間を結ぶ運行を開始した。西武鉄道沿線の人口増加も手伝って、昭和20年代から30年代にかけては、急速に事業規模を拡大した。
1958年には、国土計画興業（現・プリンスホテル）より軽井沢・草津地区のバス事業「高原バス」を譲受し「千ヶ滝営業所」とした。この地区のバスは、大正時代に箱根土地によって始められたものである（ただし実際の経営は軽井沢高原バス合資会社が行っていた時期がある）。別荘地開発の進展による需要増と周辺バス事業者との競争に備えるため、国土計画興業による付帯事業の形から西武自動車の運営に移行して、経営力強化を図ったものである。
昭和30年代には、新宿 - 軽井沢間、新宿 - 大箱根間、豊岡町 - 小河内ダム間など、観光地へ向かう長距離路線が相次いで開設されている。一般路線も東京と埼玉にまたがって長距離を走るものが多数あった。昭和40年代に入る頃から交通渋滞悪化のため定時運行が難しくなり、長距離路線は廃止または短縮・分割されるようになり、地域によっては大幅な路線整理が行われた。
1969年4月、社名を現在の西武バス株式会社に変更した。
1970年代には各地で路線の撤退が相次ぎ、埼玉県内では草加から撤退、1973年4月には国際興業バスとの路線調整により創業以来の浦和駅から撤退した。東京では青梅 - 箱根ヶ崎、箱根ヶ崎 - 拝島、八王子、府中から撤退、1975年3月には青梅営業所で飯能・入間市への路線を残して青梅地区の大半の路線を廃止して東京都交通局青梅支所に引き継がれた。また軽井沢地区では長野原町から撤退した。
路線の整理が行われる一方、この時期には各地で大規模団地の造成が相次ぎ、団地と鉄道駅を連絡する路線が複数開設されている。団地路線の拡張は1990年代まで続くこととなる。
平成に入るとまもなく、経営効率の向上を図るため地域・部門ごとの分社化が開始された。まず、1989年に西武秩父バスが設立され、秩父地区の路線が順次移管された。同社は1996年4月1日に西武観光バスと社名を変更し、以降は貸切バス部門の移管も進められた。
軽井沢・草津地区の路線は、1991年6月25日に設立された西武高原バスに譲渡された。のちに2017年4月1日に西武観光バスへ吸収合併され、西武観光バス軽井沢営業所となった。
1999年に西武バスの子会社として「西武自動車（3代目）」を設立、同年12月に飯能営業所管内のぶしニュータウン線2系統を同社に移管した。同社の直営路線とされたのはこの2系統のみで、主な業務は路線の管理受託となった。この受託業務は飯能・立川・練馬高野台の各営業所で行われた。2010年12月1日に「西武自動車（3代目）」は西武バス本体に吸収合併され、同社に譲渡・委託されていた路線は西武バス本体による運行となった。
なお「西武自動車（2代目）」は、1983年設立の現・西武総合企画（SCCAT）である。
2007年には、西武グループで初の社史『地域とともに－西武バス60年のあゆみ－』が、西武バス公式の60年史として刊行された。編纂・制作には、交通ジャーナリストの鈴木文彦、クラッセ、BJエディターズが外部有識者として携わっている。

## 営業所・営業路線
営業所は、都内5か所、埼玉県内6か所の計11か所があり、それぞれ車庫を併設している。2010年まで一部の営業所において、西武自動車への管理委託が行われていた。
東京都区内には、練馬、上石神井の2営業所がある。都区内での運行は、1949年の大泉営業所（現：大泉整備工場）の設置により本格化し、次いで1951年には練馬営業所を設置した。練馬営業所は目白通り沿いの練馬区役所の東北向かい方に位置したが（「練馬旧車庫」と呼ばれていた時期があった）、昭和40年代には南田中に移転した。大泉営業所は石神井台の富士街道と旧早稲田通りの交差点付近に移転し、上石神井営業所となった。都区内では長らくこの2営業所にて分担されてきたが、2005年6月16日に高野台営業所が開設され、上石神井営業所が担当していた石神井公園駅発着路線の一部の移管を受け営業を開始した。所在地は練馬区高野台1丁目で、当初は伊豆箱根鉄道の観光バス営業所敷地内に併設される形となっていたが、のちに伊豆箱根鉄道は同地より一旦撤退している。2011年5月16日に高野台営業所は練馬営業所へ統合され、跡地に西武観光バス練馬営業所が移転し、6月には再び伊豆箱根バスの東京練馬営業所が設置された。
多摩地域には、滝山、小平、立川の3営業所と西原の1車庫がある。かつては田無駅前に田無営業所が置かれていたが、駅前再開発のために廃止され、代わって1994年6月に田無市（現・西東京市）郊外の西原町に滝山営業所西原車庫が開設された。旧田無営業所の路線の大半は同車庫に、残りは上石神井営業所（主として保谷駅発着路線）と滝山営業所に引き継がれている。滝山営業所の本車庫は東久留米市下里にあり、近隣の滝山団地の入居に合わせて1968年に設置されたものである。また、立川営業所は1996年に小平営業所に一旦統合され、跡地は立川案内所とニッポンレンタカーの営業所となっていたが、西武自動車への管理委託を行う関係で2002年4月に再開した。
埼玉県内は、新座、所沢、大宮、川越、狭山、飯能の6営業所である。新座営業所は、清瀬駅北口にあった清瀬営業所を、駅前再開発の関係で1992年12月24日に移転したものである。新座営業所では、前乗り先払い方式と後乗り整理券方式の路線が混在するため、車両も両方に対応できるようになっている。所沢営業所は本社に一番近い営業所で、所沢駅近傍にあったが、2009年5月15日に下富へと移転し、用地の一部を折返場などで利用している。大宮営業所は一般路線バスのほか、観光バス、高速バスも配属される。狭山営業所はもともと狭山台（現：西武観光バス狭山営業所の場所）にあったが、1994年3月に川越営業所に統合されたのち、2002年9月に狭山市柏原に新たに設置された。また、かつては東京都青梅市日向和田に青梅営業所があり、飯能駅北口に狭山営業所飯能支所があったが、これらを統合し移転開設したのが現在の飯能営業所である。
営業所最寄りの停留所名はさまざまであるが、営業所が他社との競合エリア内にある場合や、他社が同名の営業所を設けている場合、社名を冠したりより狭い範囲を示す地名を使用して区別する場合がある。たとえば、練馬営業所の最寄停留所は「南田中車庫」、大宮営業所・上石神井営業所の場合は「西武車庫前」であるが、いずれも他社が同一行政区内に同名営業所を設けている。なお、公式ホームページ上では「西武車庫前（大宮営業所）」と「西武車庫前（上石神井営業所）」と表記されている。練馬区内には都営バス練馬支所最寄りバス停は「練馬車庫」（行先表示は「練馬車庫（桜台）」）、国際興業バス練馬営業所（最寄りバス停・行先表示共に「練馬北町車庫」がある。また、立川営業所前には立川バスの路線も複数走っているため、最寄り停留所は「西武バス立川営業所」（廃止されていた期間は「西武バス立川案内所」）としている。川越営業所がかつて本川越駅脇に車庫を構えていたのを、現在地（川越市南台）に移転した際に最寄り停留所名を「川越営業所」として以来、従来「○○車庫」としていた停留所名を「○○営業所」と変更した例がいくつか見受けられる。

### 現行営業所
現行の営業所、および所管路線は以下の通りである。担当路線など詳細は各営業所記事を参照。
- 練馬営業所 （東京都練馬区南田中）
- 上石神井営業所 （東京都練馬区石神井台）
- 滝山営業所 （東京都東久留米市下里）
- 滝山営業所西原車庫 （東京都西東京市西原町）
- 小平営業所 （東京都小平市小川町）
- 立川営業所 （東京都立川市高松町）
- 新座営業所 （埼玉県新座市本多）
- 所沢営業所 （埼玉県所沢市下富）
- 大宮営業所 （埼玉県さいたま市大宮区三橋）
- 川越営業所 （埼玉県川越市南台）
- 狭山営業所 （埼玉県狭山市柏原）
- 飯能営業所 （埼玉県飯能市美杉台）

## 運賃・乗車券類

### 普通運賃と乗降方法
都区内（23区内および武蔵野市）では230円の均一制運賃、それ以外の多摩地域・埼玉県内では現金180円・ICカード178円を初乗りとする多区間制運賃となっている（いずれも小児半額）。
ただし、都区内均一運賃と多区間制運賃の境目は、厳密に区市境の停留所で分けているというわけではなく、埼玉県新座市の都民農園セコニック - 新座栄間（吉61-1他）や、成増駅 - 石神井公園駅の路線（石02他）で和光市にまたがる区間、西東京市の東伏見駅や東伏見稲荷神社付近（吉63・66他）も均一運賃地域に含まれる。逆に23区と和光市にまたがる成増駅 - 大泉学園駅間の路線（泉33・34）では、板橋区内の成増駅 - 成増二丁目間で多区間運賃（180円）が適用される。
乗降方法は下記に分かれる。
- 23区・武蔵野市内の都区内運賃地域および立70・立71系統は前乗り後（中）降りで運賃は先払い。ICカードは乗車時に1回タッチする。
- 均一運賃地域と多区間地域にまたがる一部路線（上石神井・新座・滝山営業所担当の一部路線）では前乗り後（中）降り・運賃先払いだが行先により運賃が変わるため、降車停留所を申告して運賃を支払う方式[注釈 2]。ICカードは乗車時に1回タッチする。
- 上記以外の多区間路線（多摩・埼玉県内の大多数）は後（中）乗り前降り・運賃後払いで整理券方式となる。ICカードの場合は乗車時（乗車口カードリーダー）と降車時（運賃箱カードリーダー）の2回、カードリーダーにタッチする必要がある。

また、一部では100円運賃区間も存在し、
- 所沢市、入間市、狭山市、瑞穂町の全路線の一区間（約1km）
- 本川越駅 - 川越駅（西口・東口）
- 川越駅東口 - 喜多院入口
- 東久留米駅（西口・東口）から一区間（約1km）

で実施しているまた上記以外に、イオンモール東久留米シャトルバス（滝山営業所担当）でも実施している。
コミュニティバスは各自治体により運賃制度が異なり、西武バス受託のコミュニティバスでは運賃改定により100円均一運賃は消滅している。
立71（立川駅南口－新道福島）は例外的に全区間180円（IC運賃178円）の均一料金で、前乗り後降り・運賃先払いとなる。共同運行の立川バス（同じく立71系統だが、立川駅南口 - 富士見町操車場の運行）も同様である。
2001年から、学校の長期休暇時（春休み、GW、夏休み、冬休み）に、小児運賃50円サービス（現金に限る）を実施していたが、2021年12月の冬休み期間前に、東大和市ちょこバスと東村山市グリーンバスを除き廃止することが発表された。

### 定期券

#### IC定期券
2015年4月1日より、IC定期券に切り替えを行った。これに伴い、他社局との共通定期券や以下に記載のある定期券を除いて紙式定期券での発売は終了した。IC定期券は、PASMO・Suicaに書き込む形で発売する。京王電鉄バスや西東京バスと同様に金額式定期券として発売し、差額はICカードのチャージから自動で精算される。なお、240円区間以上の定期券の設定はなく、230円区間の定期券を購入すれば全線定期券として利用できる（一部系統を除く）。

### 福祉割引制度
| 対象                             | 種類                                           | 種別   | 区分 | 条件   | 条件   | 普通券 | 定期券 |
| -------------------------------- | ---------------------------------------------- | ------ | ---- | ------ | ------ | ------ | ------ |
| 身体障害者 知的障害者 精神障害者 | 身体障害者手帳 療育手帳 精神障害者保健福祉手帳 | 第一種 | 大人 | 単独   | 単独   | -      | -      |
| 身体障害者 知的障害者 精神障害者 | 身体障害者手帳 療育手帳 精神障害者保健福祉手帳 | 第一種 | 大人 | 介護付 | 本人   | 5割引  | 3割引  |
| 身体障害者 知的障害者 精神障害者 | 身体障害者手帳 療育手帳 精神障害者保健福祉手帳 | 第一種 | 大人 | 介護付 | 介護者 | 5割引  | 3割引  |
| 身体障害者 知的障害者 精神障害者 | 身体障害者手帳 療育手帳 精神障害者保健福祉手帳 | 第一種 | 小児 | 単独   | 単独   | -      | -      |
| 身体障害者 知的障害者 精神障害者 | 身体障害者手帳 療育手帳 精神障害者保健福祉手帳 | 第一種 | 小児 | 介護付 | 本人   | 5割引  | 3割引  |
| 身体障害者 知的障害者 精神障害者 | 身体障害者手帳 療育手帳 精神障害者保健福祉手帳 | 第一種 | 小児 | 介護付 | 介護者 | 5割引  | 3割引  |
| 身体障害者 知的障害者 精神障害者 | 身体障害者手帳 療育手帳 精神障害者保健福祉手帳 | 第二種 | 大人 | 単独   | 単独   | 5割引  | 3割引  |
| 身体障害者 知的障害者 精神障害者 | 身体障害者手帳 療育手帳 精神障害者保健福祉手帳 | 第二種 | 小児 | 単独   | 単独   | -      | -      |
| 身体障害者 知的障害者 精神障害者 | 身体障害者手帳 療育手帳 精神障害者保健福祉手帳 | 第二種 | 小児 | 介護付 | 本人   | 5割引  | 3割引  |
| 身体障害者 知的障害者 精神障害者 | 身体障害者手帳 療育手帳 精神障害者保健福祉手帳 | 第二種 | 小児 | 介護付 | 介護者 | 5割引  | 3割引  |

#### 学トク定期券
西武バスでは2010年4月1日より、学割定期券「学トク定期券」を発売している。この定期乗車券は小学生および中学生以上の学生（中学校・高校・大学・短大・大学院・専門学校・塾や予備校などに通う者）を対象に発売され、種類は小学生用と学生（中学生以上）用がある。PASMO・Suicaに書き込む形で発売し、適用区間は西武バス全線である（ただし、高速バス・空港連絡バス・深夜急行バス、みどりバスを除くコミュニティバス、イベント輸送路線、西武観光バスでは使用できない）。
購入する際は学校教育法に定める学校の学生証または生徒手帳の提示が必要で、学生証等を発行していない学校の場合、「『学トク定期券』購入申込書兼在籍証明書」を記入して提出する（小学生の場合は年齢を確認できる本人確認書類が必要）。
2016年4月1日使用開始分から、IC定期券形式の「学トクIC定期券」を発売開始した。一部販売窓口では従来通り紙式での発売となる。

### 一日乗車券
一日乗車券として、「1DayPass（ワンデーパス）」が発売されている。PASMO・Suicaに書き込む形で利用できる。発売金額は大人700円、小児350円（2025年6月1日改定）。運賃支払い時に「1DayPass」購入の旨を乗務員に伝えて購入する。購入後は1日間全線で乗降自由となる（ただし、高速バス・空港連絡バス・深夜急行バス、みどりバスを除くコミュニティバス、イベント輸送路線、西武観光バス、その他特定の路線では使用できない）。後乗り形式の場合は乗車時にもタッチが必要となる。2021年3月31日までは発売金額が大人630円・小児320円であった。

### ICカード乗車システム
ICカードシステム「PASMO」「Suica」の一般路線での稼働は、
1. 2007年3月18日から練馬営業所管内、高野台営業所管内、上石神井営業所管内、新座営業所管内の路線
2. 同年6月23日からは、滝山営業所管内の路線（西原車庫含む）
3. 2008年2月1日からは、立川営業所管内、小平営業所管内の路線
4. 同年6月6日からは所沢営業所管内の路線
5. 同年6月20日からは大宮営業所管内の路線
6. 同年7月18日からは川越営業所管内、狭山営業所管内、飯能営業所管内の路線
7. 同年10月10日からは西武観光バス秩父営業所管内の路線

導入されると同時に運賃箱が約20年弱ぶりに全車両更新され、西武バスの一般路線全線でICカードシステムによる利用が可能となった。また2013年3月23日よりIC乗車カード全国相互利用サービスも実施されている。但し、高速バス路線、コミュニティバス路線の一部については対象外である。バス利用特典サービス（バス特）は2021年3月31日に終了した。

## 高速バス・空港連絡バス
西武バスでは、基本的には池袋駅東口を起終点として、下落合駅・練馬駅（実際は練馬区役所前）・関越道を経由して北陸・信越地方へ向かう昼行・夜行高速バスの系統、西武バス大宮営業所を起終点として大宮駅西口・池袋駅東口・東名高速又は中央道を経由して中部・関西方面へ向かう夜行高速バスの系統、羽田・成田両空港への連絡バス、および深夜急行バスを運行している。
関越道を経由する路線では、西武運行便はすべて上里サービスエリアでの休憩を行うが、これは同SA（下り線）内に西武グループのテナントが入っているためである。また、西武バスが運行する高速バスでは昼行・夜行を問わず乗客が車外へ出ることのできる開放休憩を行う。共同運行会社の中には、乗務員のみの休憩で乗客は車外に出ることはできないところもある。
西武の高速バスは系統毎に愛称を付けない方針であるため、路線固有のPRがされにくいという欠点がある。ただしJRバス系統と共同運行している金沢線や三都線はマルス発券を取り扱う関連から後に愛称が付けられたが、西武独自として愛称を使用して案内することは少ない。

### 昼行・夜行高速バス
- 軽井沢・草津線： 二子玉川・渋谷 - 軽井沢・旧軽井沢（・草津温泉）　（京王バス・東急バス・上田バスと共同運行）
- 長岡・新潟線： 新宿・池袋 - 新潟 （越後交通・新潟交通と共同運行）
- 上越線： 新宿・池袋 - 上越・直江津 （越後交通・頸城自動車と共同運行）
- 富山・高岡・氷見線： 新宿・池袋 - 富山・高岡・氷見 （富山地方鉄道と共同運行）

西武バス本体が運行する高速バス路線は上記の4路線がある。このうち軽井沢・草津線は昼行便のみであり、他の路線は昼行便・夜行便ともに運行する。関越道開通後の1985年に開通した新潟線に始まり、徐々に路線網を拡大した。
軽井沢・草津線は、西武バスは二子玉川 - 旧軽井沢間のみ運行の便を担当する。
2006年11月1日の改正では、高岡・氷見線（現、富山・高岡・氷見線）が上信越道経由に変更となり、富山・石川両県へ向かう路線は全て関越道 - 上信越道 - 北陸道経由の経路となった。

### 空港連絡バス
- 所沢成田線： 所沢駅東口・東所沢駅・和光市駅 - 成田空港 （京成バスと共同運行）
- 所沢羽田線： 所沢駅東口・東所沢駅 - 羽田空港 （東京空港交通と共同運行）
- 川越羽田線： 本川越駅・川越駅西口 - 羽田空港 （東京空港交通・イーグルバスと共同運行）
- 石神井公園羽田線： 石神井公園駅・和光市駅 - 羽田空港 （東京空港交通と共同運行）

空港連絡バスは、1989年（平成元年）に大宮 - 成田間で開業したONライナー号に始まり、2000年代に入って急速に路線網を拡張した。ONライナー号は子会社の西武観光バスに移管されたため、西武バス本体では埼玉県内を発着する上記の路線を運行している。また当初は、東京空港交通が単独で運行する大泉学園羽田線（大泉学園駅北口・長久保・和光市駅南口 - 羽田空港）および京成バスが単独で運行する大泉学園成田線（大泉学園駅北口・長久保・和光市駅南口 - 成田空港）の運行支援業務を行なっていたが、2008年4月末より上記2路線に西武バスが参入し増便されている。その後、大泉学園駅北口の再開発によって停留所スペースが確保できなくなったため、2012年9月15日を以ってこれら2路線の運行を終了した。羽田線は、翌日より代替として石神井公園駅発の運行を開始した。

### 子会社が運行する路線
上記以外にも西武バスの子会社である西武観光バスが各方面への高速バス路線を多数運行しており、同社が運行する路線と合わせて西武高速バスネットワークを形成している。同社が運行する高速バス路線については西武観光バス#現行高速路線を参照。

### 区間変更・統合・休止・廃止路線
- 高崎・前橋線： 池袋 - 高崎・前橋 （日本中央バスと共同運行）
- サンシャインシティ - 金沢（JRバス関東・西日本JRバス・北陸鉄道と共同運行。サンシャインシティ発着便を廃止し新宿発着に統一）
- 光が丘羽田線： 光が丘駅・成増駅・高島平駅 - 羽田空港 （京浜急行バス・国際興業バスと共同運行）
- 伊勢線： 大宮・池袋 - 伊勢市 （三重交通と共同運行）
- 志摩線： 大宮・池袋 - 伊勢市・志摩スペイン村 （三重交通と共同運行）
- 大阪線： 池袋 - 京都・大阪梅田 （阪急バスと共同運行。2008年4月17日で西武バスでの運行を終了）
- 名古屋線： 大宮・所沢 - 名古屋 （名古屋観光日急と共同運行）
- スカイツリーシャトル： 東武新座車庫・志木駅南口・朝霞台駅南口・和光市駅南口 - 東京スカイツリータウン （東武バスウエストと共同運行。2014年3月31日で西武バスでの運行を終了）
- 河口湖線： 大宮 - 富士急ハイランド・河口湖駅・富士吉田駅 （富士急行観光と共同運行。2011年4月29日より、それまで西武便のみ経由していた所沢を非経由に）
- 富山線： 新宿・池袋 - 富山 （富山地方鉄道と共同運行）
- 高岡氷見線： 新宿・池袋 - 高岡・氷見 （加越能バスと共同運行）
- 新潟線： 新宿・池袋 - 新潟 （越後交通・新潟交通と共同運行）
- 長岡新潟線： 新宿・池袋・大宮 - 長岡・新潟 （越後交通・新潟交通と共同運行）
- 千曲線： 池袋 - 軽井沢　（西武観光バス・千曲バスと共同運行）
- 長野線： 池袋 - 長野・柳原 （長電バスと共同運行）
- 金沢線： 新宿・池袋 - 金沢 （西日本JRバスと共同運行）

このうち高崎・前橋線は新宿へ延長の上、現在も日本中央バスが単独で運行を継続している。
伊勢線は昼行便が廃止され夜行便は鳥羽に延伸し、志摩線は鳥羽 - 志摩スペイン村間が休止され、両路線の区間を統一し現行の鳥羽線に集約された。
大阪線は2008年4月18日より阪急バスの単独運行となったが、2012年6月1日に廃止された。同日より、阪急バスと京王バス東（現・京王バス）が共同運行している池袋・渋谷・新宿 - 大阪線の京王担当日のみ池袋駅東口に乗り入れるようになったため、阪急は一時的に池袋から撤退することになった。その後、2013年4月1日に阪急バス運行分が子会社の阪急観光バスに移管されたのと同時に、阪急観光バスの池袋乗り入れを開始した（阪急観光バスによる運行は2020年のコロナ禍による運休を経て2022年4月に正式に終了の上、アルピコ交通に移譲し京王バスとの共同運行に変更）。
富山線と高岡氷見線は2017年5月15日に統合され、新たに富山・高岡・氷見線として運行を開始した。
新潟線と長岡新潟線は2017年11月1日に2路線を合わせた再編が行われ、新たに長岡・新潟線として運行を開始した。
千曲線は以前は西武バス本体で運行していたが、その後西武高原バスへ移管された。2017年4月1日に西武高原バスが西武観光バスに吸収合併されたことにより、同社へ再移管された。また、軽井沢系統の一部の便で一時的に西武バス本体の運行が復活していた。
長野線は上信越自動車道の開通を受けて1996年に開業した。西武バスグループで運行している信越・北陸方面の路線で唯一、新宿に乗り入れない。2019年9月30日運行をもって西武バスは運行から撤退。翌10月1日からは長電バスとアルピコ交通東京の共同運行となる。
金沢線は新宿発着と池袋発着と2系統あったものが全て新宿発着池袋経由となり、サンシャインシティプリンスホテルを経由しないことになった。また、西武バスの運行する高速バスで関越道を経由する路線のうち金沢線だけが川越的場バスストップに停車しなかったが、同改正より下りの一部の便を除いて停車するようになった。なお、西武バス運行便と西日本JRバス運行便では休憩場所が異なる。2020年5月31日をもって金沢線の運行からは撤退した。以降は西日本JRバスのみの運行となるが2020年12月1日改正で定期運行休止。

### 他社運行便の乗車券受託販売
- 2017年3月11日に小湊鉄道バスが運行開始した「池袋駅 - 三井アウトレットパーク 木更津線」の乗車券受託販売を開始している[22]。
- 2019年9月30日を以て運行から撤退した長野線（アルピコ交通東京・長電バスの共同運行）の乗車券は10月1日以降も池袋駅東口西武高速バスチケットセンターの窓口に限り販売を継続している[23]。

## 車両

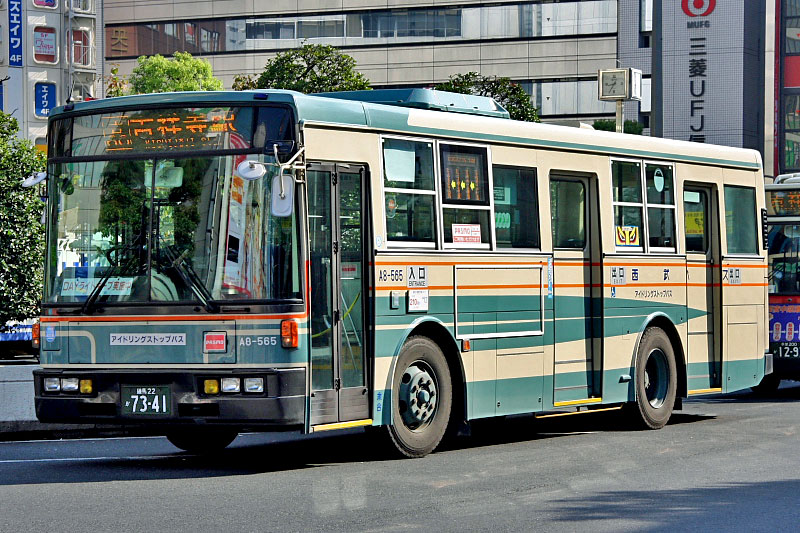
過去の路線車
大型短尺車の3扉車

2010年までは、日産ディーゼル（現：UDトラックス）製の車両を主に導入しており、京王電鉄バス・関東バスと並び、首都圏屈指の日産ディーゼル車ユーザーであった。車体は富士重工製を採用しており、富士7E車体の3扉車も在籍した。富士重工（現：SUBARU）のバス車体製造事業撤退に伴い、西日本車体工業製のB型（96MC）ボディを採用した。UDトラックスと三菱ふそうの提携後、2008年からはUDブランドのふそう製造車（日産ディーゼル・スペースランナーA）も多数導入された。2010年にUDトラックスがバス製造事業から撤退したため、現在はいすゞ自動車を中心に、用途や地域に応じて三菱ふそうトラック・バスと日野自動車製の車両も導入している。
一般路線車は、いすゞ車（ハイブリッドバスを含む）、三菱ふそう車を導入している。ノンステップバスが中心だが、中扉4枚折戸のワンステップバス（三菱ふそう・エアロスター）も配置されている。コミュニティバス用の小型車とハイブリッドバスで日野自動車製の車両も導入している。
高速・貸切車は、いすゞ車とふそう車を導入しており、2010年から2014年までは三菱ふそう製（三菱ふそう・エアロエース）の導入が多かったが、以降はいすゞ（ジェイ・バス）製（いすゞ・ガーラ）の導入が増えている。

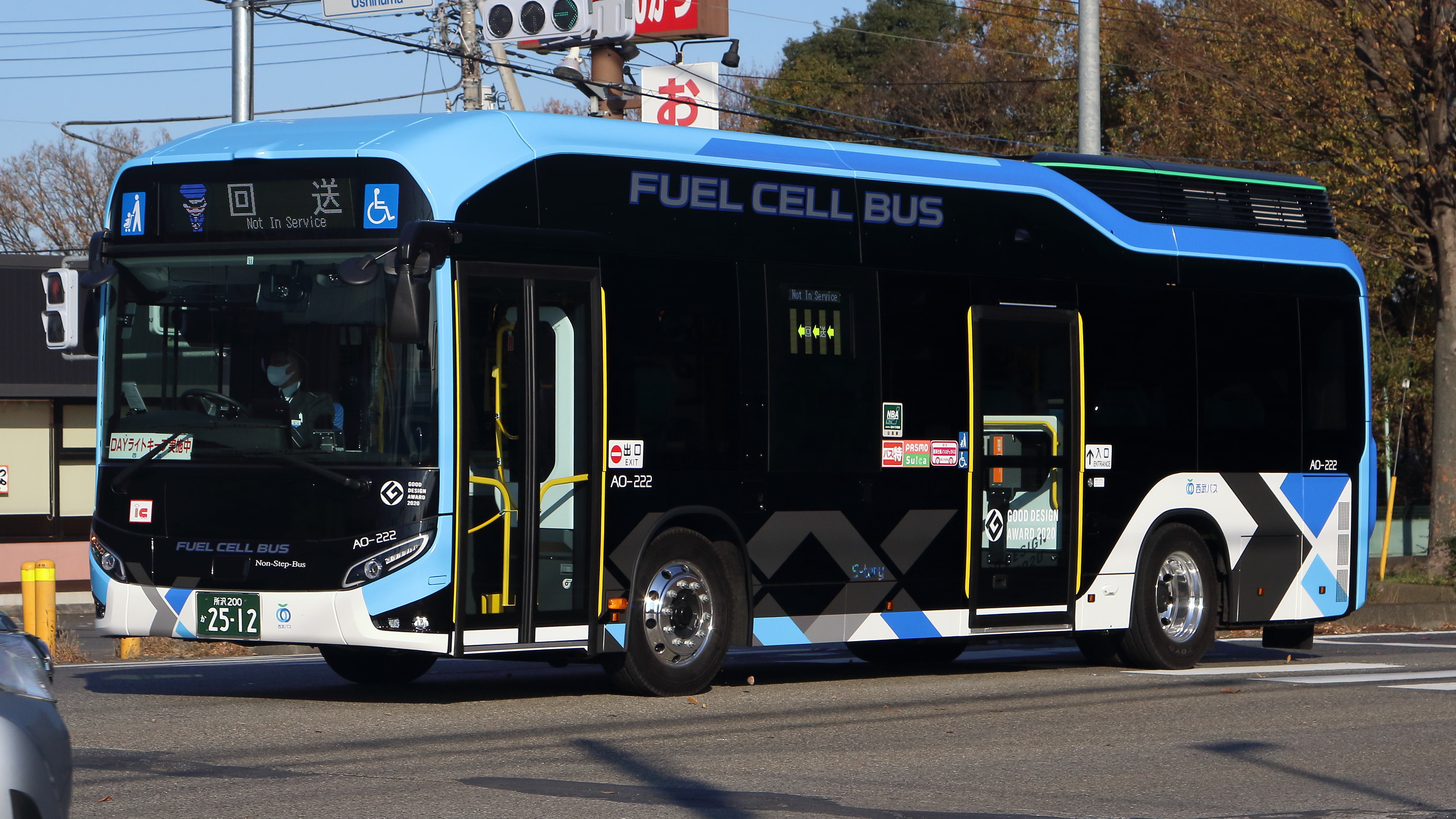
所沢営業所に配置されたトヨタ「SORA」(A0-222)

2018年度から日野・ブルーリボンハイブリッドが初めて登場し、以降は継続的に導入が進められている。2020年11月には燃料電池バストヨタ・SORAがリース扱いで導入され、所沢営業所に配置され同年12月より限定運用で運行している。このSORAは所沢市松郷付近にある水素ステーションにて水素の充填を行っている。
コミュニティバス用の小型車は、かつては日産ディーゼル・RN、日野・リエッセが多く在籍したが、ノンステップ化のニーズを受けて車両代替が進み、日野・ポンチョ（2代目・HX系）が中心となった。かつては輸入ノンステップバスのクセニッツCITYを導入したこともあるが、全車除籍されている（はなバス、にじバス）。コミュニティバス以外にも上石神井営業所の泉38系統や川越営業所の新狭01・02系統では、一般路線バスカラー（笹カラー）の小型車が使用されている。前者は経路上の問題や輸送力確保の観点から日野・リエッセが継続的に使用され、後者は日野・ポンチョ（2代目・HX系）が使用されている。滝山営業所のイオンモール東久留米シャトルバスにも2002年式の日野・リエッセ（A2-805）が使用されているが、この車両は西武バスの路線車では最古参である（大型車では2023年2月28日現在多摩地域の営業所に貸切用として所属の元A8-299：次項「塗装」に画像あり）。小平営業所と狭山営業所には路線バスカラーのポンチョが、新座営業所には路線バスカラーのリエッセが配置されているが、これはコミュニティバスの使用車両が何らかの理由で運用できない場合に代走するために配置されている。代走時は車体にマグネットや紙を掲示することで、他の路線バスとの誤乗を防止している。
高速車・観光車は西日本車体工業の廃業後、いすゞガーラや日野セレガが導入されてきた。高速路線に使用される車両はガーラのみで、セレガは貸切車や路線兼用車のみと棲み分けが行われている。なおガーラの貸切車も一定数在籍する。2013年より空港連絡バス仕様の車両は三菱ふそう・エアロエースが登場し継続的に導入されてきたが、2017年度の後半から再びガーラが増備されている。2020年度に再び三菱ふそうエアロエースが空港連絡バスとして登場し練馬営業所と所沢営業所に1台ずつ在籍している。2018年導入車からLED表示機がフルカラーのものを採用している。

### 塗装

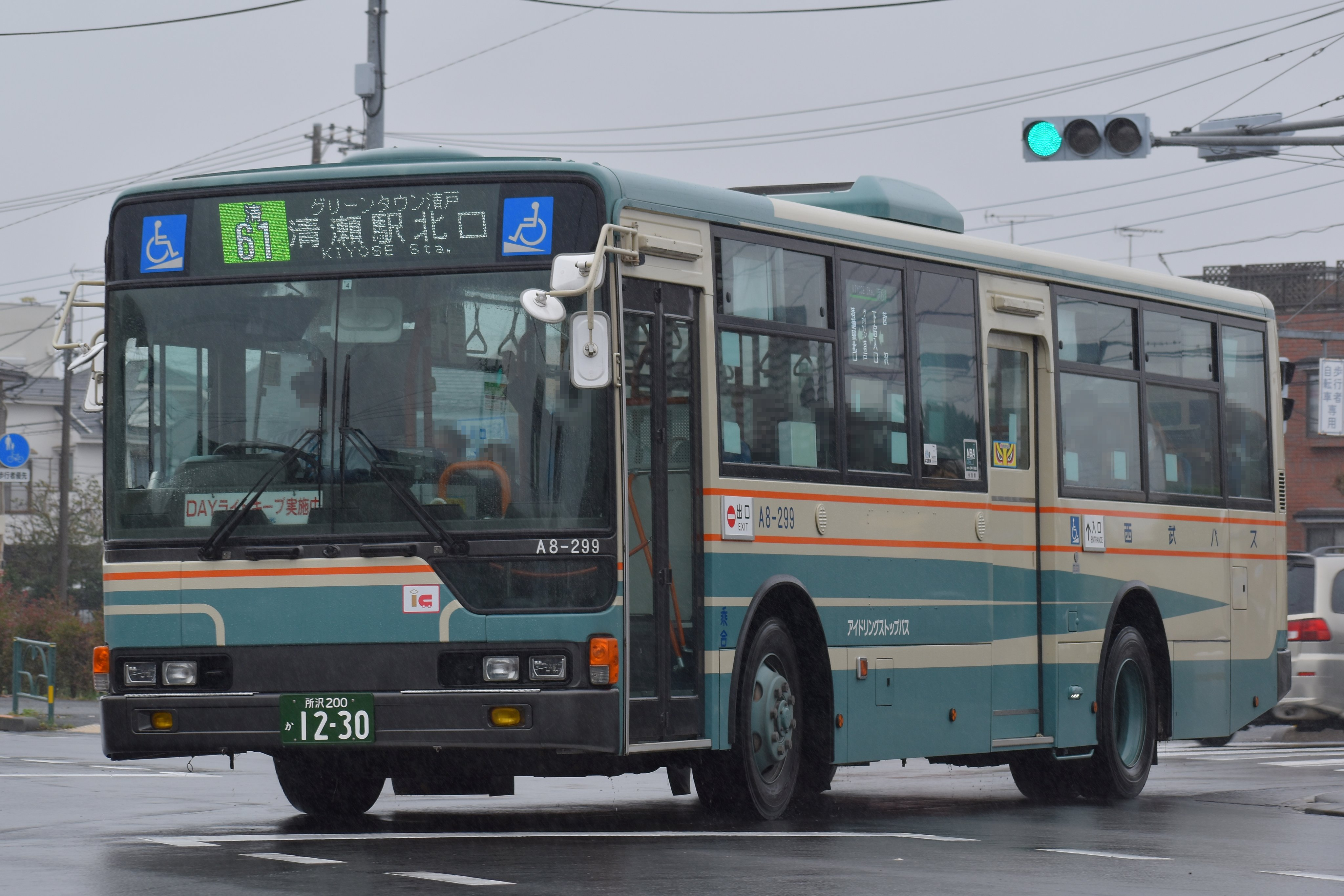
西武バス旧標準塗装「笹カラー」 (A8-299)

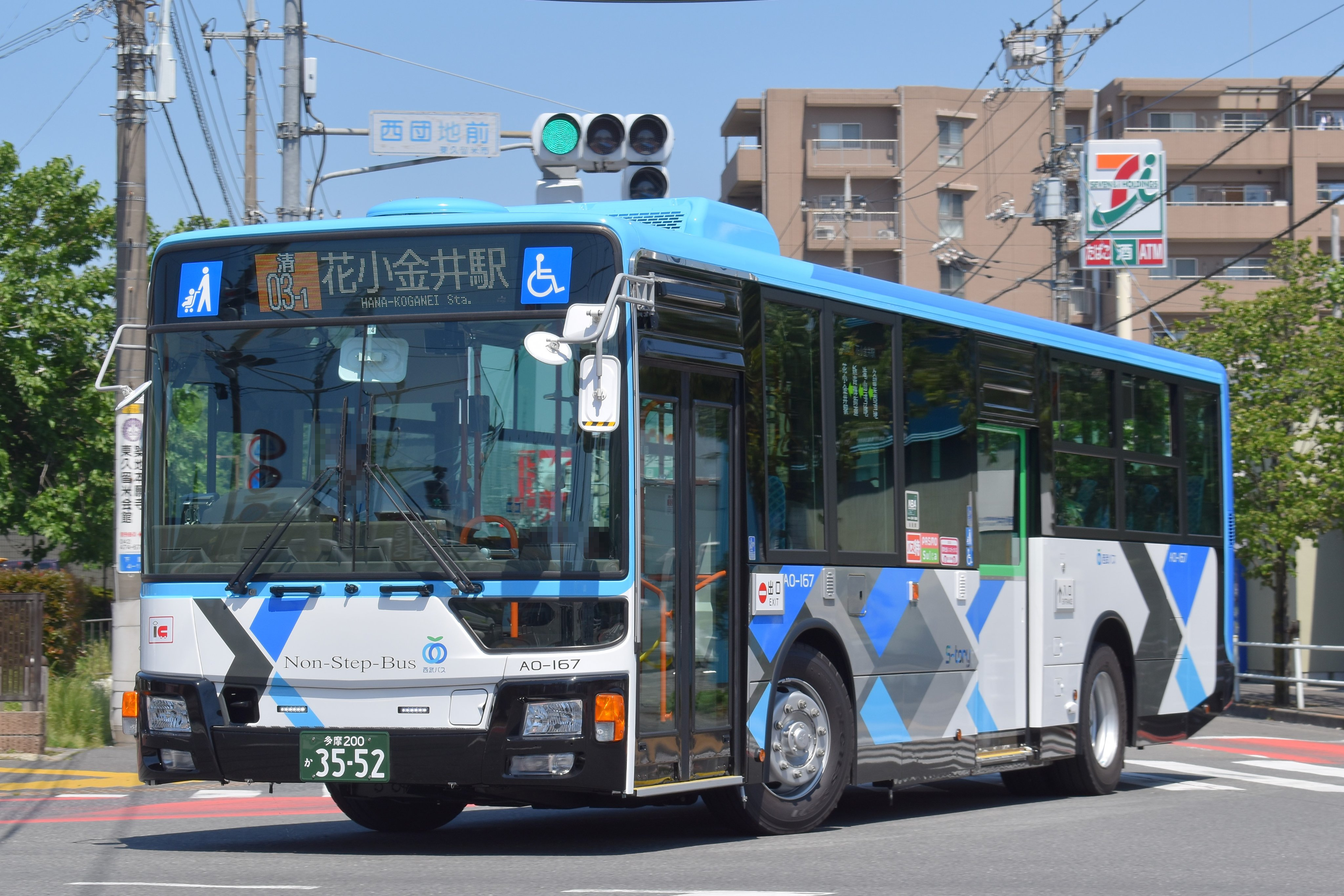
新塗装「S-tory」 (A0-167)

一般路線用の車両は、1951年より「笹カラー」と呼ばれるくすんだ青色の塗装が採用されており、西武観光バスでも共通である。かつては貸切車も笹カラーだったが、1980年よりライオンズカラーに変更された。

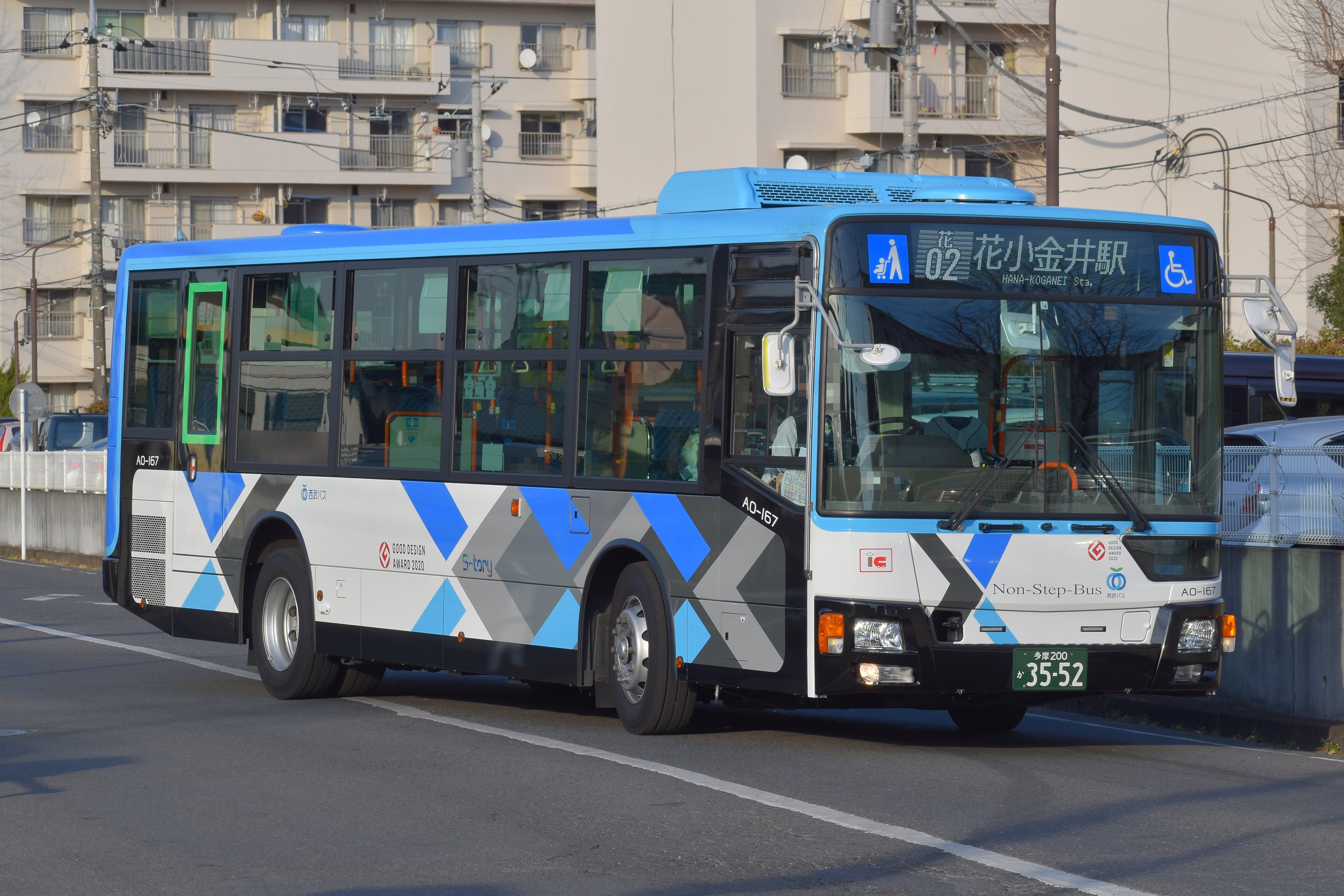
S-tory非公式サイド (A0-167)

高速路線車と貸切車は、西武グループの伊豆箱根自動車や近江バスと同じく、青・赤・緑のライオンズカラーを採用している。西武高原バス（現：西武観光バス軽井沢営業所）の路線車でもライオンズカラーを採用した。
2004年頃までに導入された車両の後部窓ガラス右側には、西武ライオンズのステッカーが貼られていた。ステッカーは円形で、上側の“SEIBU”の文字と下側の“Lions”の文字の間に、イメージキャラクターである「レオ」マークが入っている。“SEIBU”の文字は角張った書体で“Lions”の文字は筆記体の「“埼玉”西武ライオンズ」以前に使われていたロゴマークである。
かつては一般路線用のノンステップバスにもレオマークが貼られていた。導入時期により、レオの顔が斜め向きか正面向きかの違いがある。その後レオマークの付いた車両が除籍されたため、2018年時点では“Non Step Bus”の文字だけが表記される。
2020年に一般路線車の新しいカラーリングが「S-tory」（エストリー）の名称で採用され、同年5月より運行を開している。デザインテーマは「地域と温かく共存し、お客さまを包み込むような衣（クロス）となりたい」で、2019年に発足した社内プロジェクトの下、アド・ウィングの畠浩之の監修を受けて考案された。青・ライトブルー・緑を基調に西武鉄道・西武バスが交わり（クロス）、縦横に伸びる交通網をイメージしたものである。さらに2021年7月には、デジタル技術を活用したフルオーダーの新型研修車両「S-tory prologue」（エストリー プロローグ）を西武バス研修所に導入した。

### 社番
西武バスの車両には、社内独自の管理番号である社番が付与され、車体に表記される。付番法則は以下のとおりである。
路線車
一般路線車両の社番は、英字記号と年式を表す数字、ハイフンをはさんで3桁までの固有番号からなる。
| A    | 8    | - | 273      |
| ---- | ---- | - | -------- |
| 記号 | 年式 |   | 固有番号 |

冒頭の英字記号「A」は、一般路線バス車両（コミュニティバスを含む）であることを表す。かつては貸切車を表す記号「B」が存在し、路線車と同じ付番規則であった。西武秩父バス（現・西武観光バス）発足から数年間は同社の路線車に「B」の記号が使用されたが、その後は「A」に統一された。
英字記号の次の数字は年式を表し、製造年の西暦の下1桁が用いられる。車両の製造年であるため西武バスでの登録年とは異なる場合もある。
ハイフン以降の3桁の数字は、車両の固有番号である（1から999までの連番）。
以上の法則により、例えば「A8-273」号車は、路線バス車両でxxx8年式の273号車ということになる（1998年式でも2008年式でも2018年式でも「A8」である）。
なお、西武総合企画では、特定車を表す「S」の記号と固有番号の3桁数字を組み合わせ、「S-xxx」のように社番を付与している。
S-tory prologue（研修用S-tory）等の研修専用車には、「J-xxx」の様に車番を付与している。
高速・貸切車
高速・貸切車両の社番は、4桁の数字よりなる。西武グループの伊豆箱根鉄道グループ各社、近江鉄道グループ各社のバスも同じ法則に従っている。
| 1    | 2    | 34       |
| ---- | ---- | -------- |
| 記号 | 年式 | 固有番号 |

千の位は所属会社を表し、1が西武バスグループ各社、2が伊豆箱根鉄道グループ各社、3が近江鉄道グループ各社である。
ただし、伊豆箱根鉄道グループ・近江鉄道グループでは、社番の付与・管理が西武ほどは徹底しておらず、伊豆箱根鉄道では社番はあるが管理は登録番号で行い、近江鉄道の路線車や子会社の湖国バスの車両には社番表記がない。
百の位は年式を表し、路線車と同じく製造年の西暦の下1桁である。下2桁は固有番号である（01から99までの連番）。
以上の法則により、例えば「1234」号車は、西武バスグループの高速・貸切車両で、xxx2年式の34号車ということになる。

### 車両の詳細

#### 過去の車両

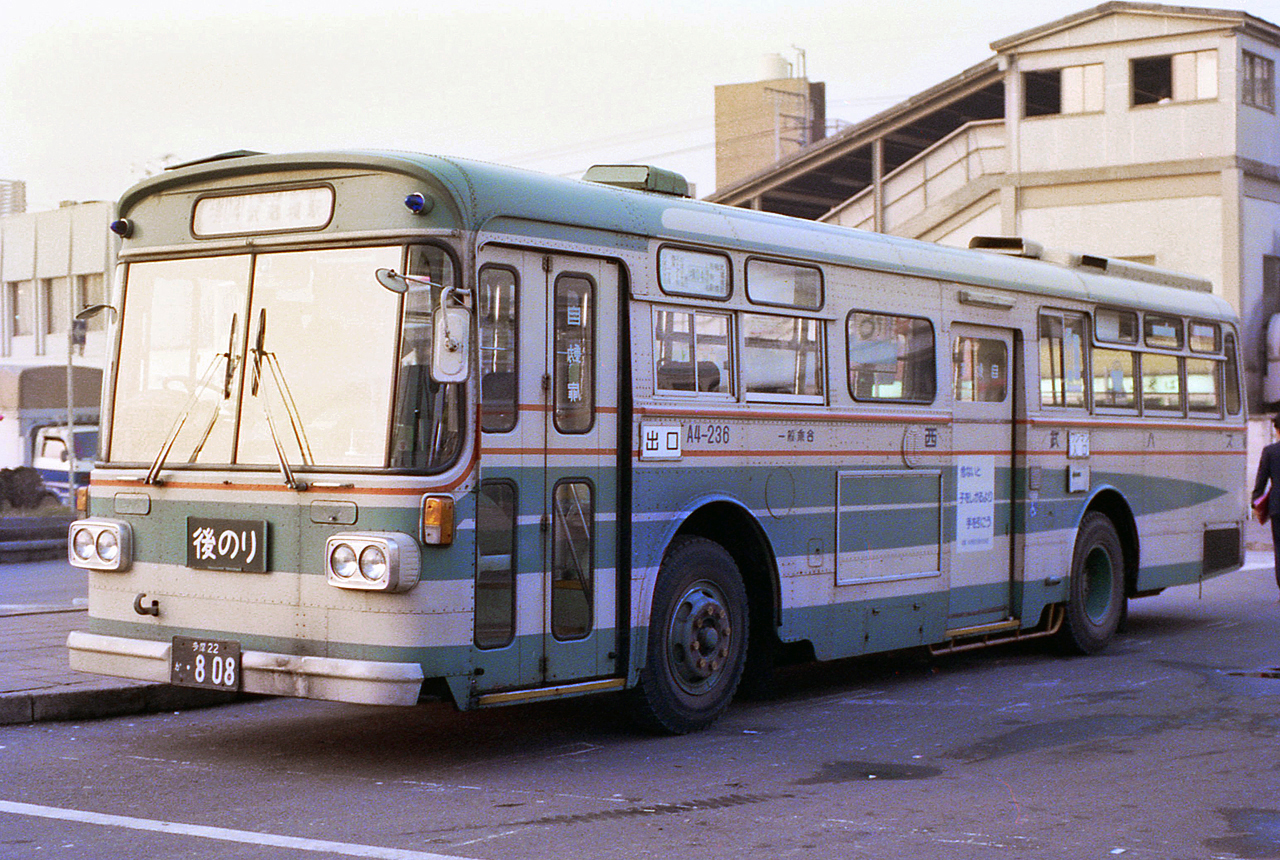
1970年代最末期に導入された日野自動車製の大型路線車
日野・RE100、帝国車体
A4-236号車、1974年式
田無営業所所属（境04系統）

1970年代初頭までは国内4メーカー全ての車両を導入しており、ボディは日産ディーゼル車は富士重工と北村製作所、三菱車は三菱自工・呉羽車体に加えて富士重工車体も架装されていた。1973年にいすゞ自動車製の車両の導入を中止し、翌1974年には日野自動車製の車両導入を中止した。
1975年にはいったん三菱自動車（現・三菱ふそうトラック・バス）製の車両に統一されたが、1978年秋には三菱製車両の購入を中止し、翌1979年度以降は購入先を日産ディーゼル（現・UDトラックス）に変更した。

これについては、堤義明と西武ライオンズは江川卓を獲得しようとしていたが、江川がアメリカ留学中に三菱商事の現地駐在員が後見人を務めていたことで、江川事件の対応をめぐり、西武鉄道グループと三菱グループとの間に軋轢が生じたことが背景とされる。
その際、堤が日産ディーゼル製の車両に決めた理由は、埼玉県上尾市に本社を置く同社が西武ライオンズの後援企業だったためで、大宮駅発着のライオンズ戦観戦バスの車内広告下部には、他社製の車両でありながらも、日産ディーゼルの広告が入っていたほか、車体広告にも日産ディーゼルのものが存在した。
以降、1998年にいすゞ・キュービックを導入するまでは、原則として日産ディーゼル製の車両のみを購入していた（都内一般路線用は、富士重工6E車体まではフォグランプなし）。
2003年には東大和市「ちょこバス」の運行受託に際して三菱ふそう・エアロミディMEの導入を開始した（除籍済）。その後、証券取引法違反事件とコクド解散による堤の失脚、UDトラックスのバス製造撤退により、2011年から三菱ふそう・エアロスターの導入が開始された。

過去の特徴的な車両として、秩父地区・中津川方面の山間狭隘路線を通行するため、車体上部を傾斜させた特注の「三角バス」がある。1978年に除籍された車両（A6-2466号車、いすゞ・BF20）がバスファン有志の団体により保存された後、1987年に西武バスへ返還され、川越営業所に保存されている。

### 近年の車両
一般路線用
いすゞ自動車製、三菱ふそう製の車両が基本的に配属される。2006年11月に上石神井営業所へ投入されたA6-156号車（PJ-LV234L1：エルガ）を皮切りに、東京都内の営業所及び新座営業所にはいすゞ自動車製の車両が、また数は少ないものの埼玉県内の各営業所には三菱ふそう製や日産ディーゼル製の車両が配属された。またメーカー再編や車種の減少などにより、現在ではこの法則は崩れている。
車体は、いすゞ自動車製の車両は純正の「エルガ」である。日産ディーゼル製の車両は長年富士重工業製のボディを選択してきたが、同社がバスボディ生産から撤退したために西日本車体工業製のB型（96MC）ボディを選択。更に日産ディーゼルと三菱ふそうのバス事業提携により、2008年からは三菱ふそうバス製造(MFBM)製のボディを架装する「スペースランナーA」を投入した。三菱ふそう製の車両は「エアロスター」である。日野自動車製のハイブリッドバスはブルーリボンシティハイブリッドであり、いすゞ自動車製と同じくジェイ・バスで製造されている。
いすゞ自動車製のノンステップバスの一部には、「レイアウト変更車」と呼ばれる中扉付近の座席数を減らして混雑時の収容力を上げた車両が在籍しており、国土交通省ノンステップバス標準仕様ではない独自仕様である。これは後に「ラッシュ型」としていすゞ自動車製の路線バスの仕様に追加された。日産ディーゼル・スペースランナーAや三菱ふそう・エアロスターのワンステップバスにも、前中扉間の座席を公式側はホイール上の1席のみとし、その後部は座席を設けず立ち席や車椅子等のスペースとした上で、非公式側は優先席と折り畳み座席（いずれもロングシート）とした車両がある。一方、貸切輸送に兼用できるよう座席数を増やして簡易な貸切装備を設けた「用途外車」も配置されている。この用途外車はワンステップバスとなっている。また、かつては日産ディーゼル製の一般路線用車両において大型長尺車が多数投入されていたが、1999年入籍された車両を最後に大型長尺車の投入は見られていない。中には降車時間短縮を目的とした4枚折戸車や3扉車もあったが、現在では3扉車は全廃となり、前乗り路線の多い東京都内の営業所では4枚折戸を装備するワンステップバスが2016年まで投入されていた。
なお、埼玉県内にある新座営業所にいすゞ自動車製の車両が配置されなかったのは、新座営業所の前身である清瀬営業所（1992年12月24日に廃止・移転）が新座営業所の母体であり、東京都内の営業所と同一扱いで配属車両を決められているからであった。しかし、前述の通り2006年11月に東京都内の営業所である上石神井営業所へいすゞ自動車製の車両が配置されたのち、新座営業所と滝山営業所西原車庫にもいすゞ自動車製の車両が投入された（その後西原車庫からいすゞ車は転出し配置がなくなっている）。
2008年以降に投入された車両では、左折時の警告音が変更となり、車内の吊革も持ち手が丸型から三角型に変更された上で優先席付近のものはオレンジ色とし（三菱ふそう製のボディを架装する車両は全て該当する）、2009年以降に投入された車両では、ホイールの塗装が省略され銀色に変更されている。
2011年以降は、全ての営業所でいすゞ自動車製が一旦投入終了となり、その後は基本的に三菱ふそう製を投入していたが、2013年には上石神井営業所と滝山営業所にいすゞ・エルガハイブリッドが投入されたほか、2015年からは新座営業所などにいすゞ・新型エルガが配置されるようになった。2013年の投入車両から、初期投入分を除いて中扉開閉ランプ付きチャイム装置が採用されるようになった。(2014年製や小型車両など一部例外あり)
2016年度を最後にワンステップバスの導入は行われていない。なお2016年度に登場した三菱ふそう・エアロスターのワンステップ車は、前面の塗り分けが既存車と異なる。2017年度は三菱ふそう製の導入数よりもいすゞ製の導入数が上回り、その後継続していすゞ製のバスの導入数が上回っている。
新車の導入により日産ディーゼル製の車両は数を減らしている。特に西日本車体工業製の車体を架装した車両は急激に数をは減らし、日産ディーゼル・スペースランナーRAは風前の灯火である。用途外車は2013年を最後に以後導入されておらず、経年化による除籍や貸切車両への転用(後述)により数を減らしている。
コミュニティバス用
コミュニティバスは自治体によって車両が異なる。多くは小型車だが、練馬区みどりバス保谷ルート用には日産ディーゼル・スペースランナーRM、三菱ふそう・エアロミディMKといった中型車も在籍し、2021年にはいすゞ・エルガミオが導入された。
かつては日産ディーゼル・RN、日野・リエッセ（CNG車を含む）が主力であったが、最近ではグリーンバスの路線追加の際の車両増備、はなバスやにじバスのクセニッツ車の置き換え、ちょこバスの三菱ふそう・エアロミディMEの置き換え、てぃーろーどのRNの置き換え、きよバスの開設の際などに日野・ポンチョ（2代目）が導入され、ところバスでも2016年に日産ディーゼル・RMを置き換える形で導入されるなど、徐々にポンチョが増えている。2022年1月にはみどりバス大泉ルートの日野・リエッセがポンチョへ置き換えられ始めた。また、はなバスやにじバス、グリーンバスなどは既にポンチョ同士の代替も見られる。
高速路線用
最近はいすゞ自動車製の車両の比率が上がっている。空港路線には4列シートのハイデッカー車、それ以外はスーパーハイデッカー車が使われるが、4列シート車（乗客定員34名）を使う路線・便と3列シート車（同29名）を使う路線・便が存在する。路線バスと同じく日産ディーゼル製の車両は富士重工→西日本車体工業→三菱ふそうバス製造と導入車両のボディメーカーが変遷しており、路線バスに続き2009年から三菱ふそうからOEM供給を受けた「ペースアローA」が導入されている。いすゞ自動車製の車両については2006年より「ガーラ」が導入され、日産ディーゼル（現UDトラックス）がバスの製造・販売を縮小した現在においては西武高速路線バスの中心的な車両となりつつある。なお、いすゞ製の車両については高速路線用にも関わらず、西武ではスーパーハイデッカー車を導入せずハイデッカー車導入となり、後に導入される日産ディーゼル「スペースアローA」でもそれを踏襲している。既存路線の3列シート化を進めるため、2013年ごろから3列シートのガーラを大量導入し、4列シートのスーパーハイデッカー車を順次軽井沢に転属させ、千曲線に充てることを行った。3列シート化が完了したのちは経年化した3列シート車の置換のため継続的に導入されている。近年では路線廃止や減便等で車両が余剰しており、3列シート車を中心に減車が進んでいる。空港連絡バスには2013年より三菱ふそう・エアロエースを導入している。2017年を最後に1度エアロエースの導入をやめたものの、2020年に再び導入を再開した。4列シート車(乗車定員34名)は軽井沢に転属し千曲線で運用していたが、経年化により空港連絡バス向けの新車で押し出された日産ディーゼル・スペースアローやいすゞ・ガーラ、近年は三菱ふそう・エアロエースが転入し置換を行われている。
貸切用
国内4メーカー全ての車両が揃っている。2006年より大型車は日野・セレガ・いすゞ・ガーラを主力車種として導入している。小型車は三菱ふそう製の車両を導入していたが、同社が小型車の生産を終了したためにいすゞ・ガーラミオへ切り替えることとなった。なお、日野・セレガに関してはラインナップされるハイデッカー・スーパーハイデッカー・ショートデッカーの3種類全てが導入されている。かつては日産ディーゼル「スペースウイング3軸車」に回転シートやキッチンなどを装備した特別車両の「ブルーアロー」と呼ばれる車両が在籍していたが現在は廃車され、代わりにガーラベースの「レグルス」が特別車両として在籍している。車両の経年化により最後の日産ディーゼル・スペースアローの貸切車だった1649(PKG-RA274RBN)が2021年に引退したため、日産ディーゼル製の観光タイプの車両は全廃した。近年は貸切免許を保持するため、西原車庫を除く貸切車両が所属していなかった西武バスの各営業所に路線バスタイプの車両が配置され、いずれも4桁の車番で管理されている。これらの車両は同営業所の用途外車やワンステップ車を転用しているが、上石神井営業所と滝山営業所には西武総合企画のスクールバスで使用していたいすゞ・エルガのトップドアツーステップ車が笹カラーに変更されて配置されている。また埼玉の一部営業所ではスクールバスの応援としてこの路線バスタイプの貸切車両を使用したり、西武園競輪や多摩川競艇の送迎バスとして同じ路線バスタイプの車両が使われていた。
特定輸送用
特定輸送(契約輸送)用の車両については全額出資会社である西武総合企画が担当している。一般路線用の車両に則したメーカーの車両を直接新車で投入する場合が多いものの、三菱ふそう・エアロミディMKや日産・シビリアン」、トヨタ・ハイエースコミューターなど西武バス本体では見られないような車種を投入したり、日野・ブルーリボンなど自家用車として稼働していた車両を引き継いだものもある。また、もともと西武バスの一般路線用の車両として活躍していたものを転用したというパターンも見られ、使われている車両は多岐に渡っている。2019年度には日野・ブルーリボンシティハイブリッドが西武バスより移籍した。

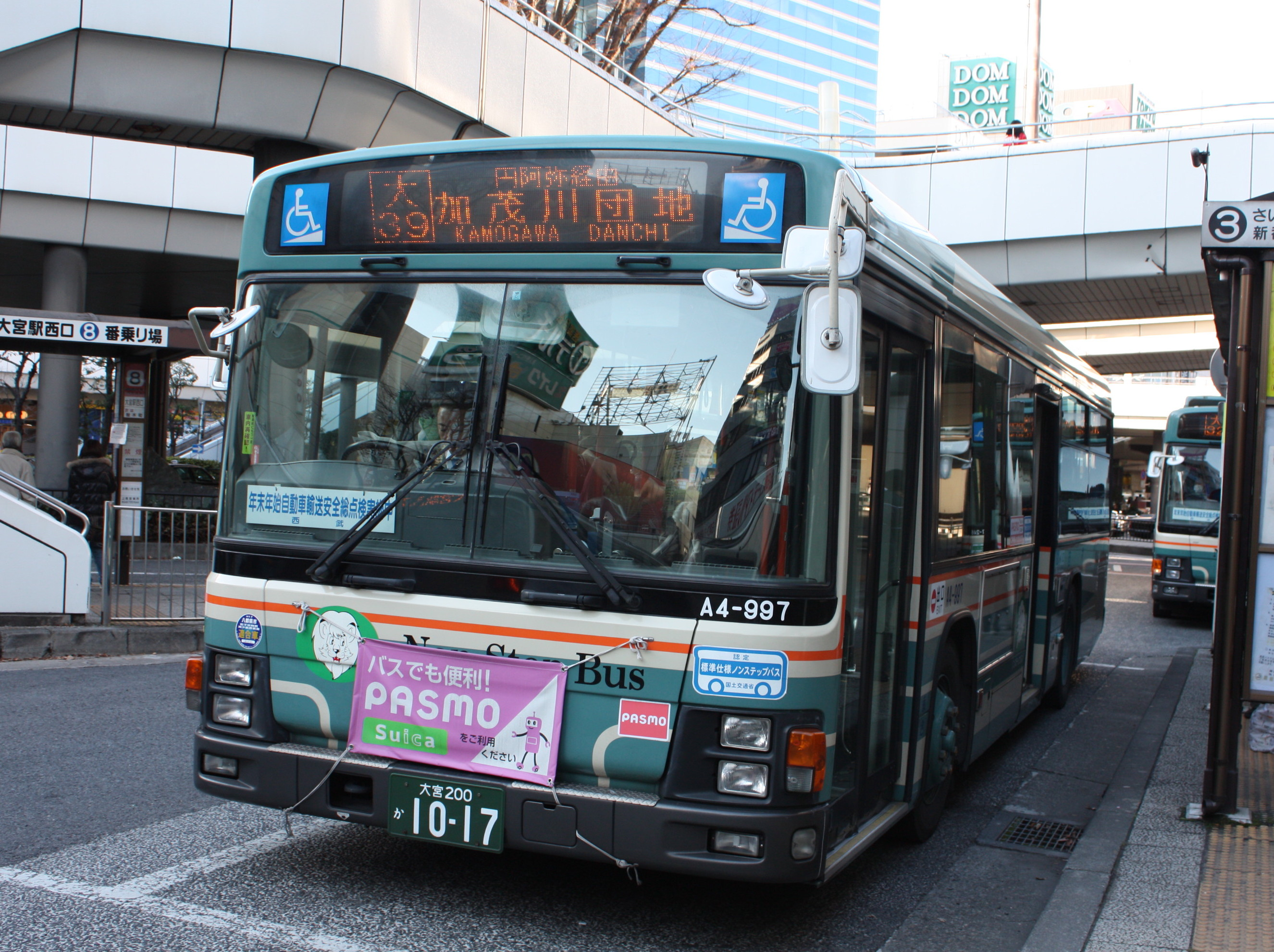
いすゞ「エルガ」ノンステップ（A4-997） 撮影：大宮駅西口
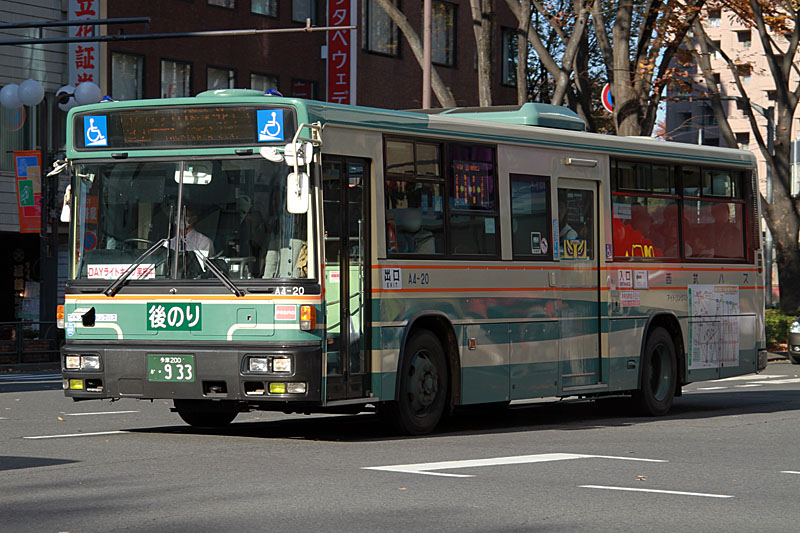
日産ディーゼル「UA」ワンステップ（A4-20） 撮影：曙橋
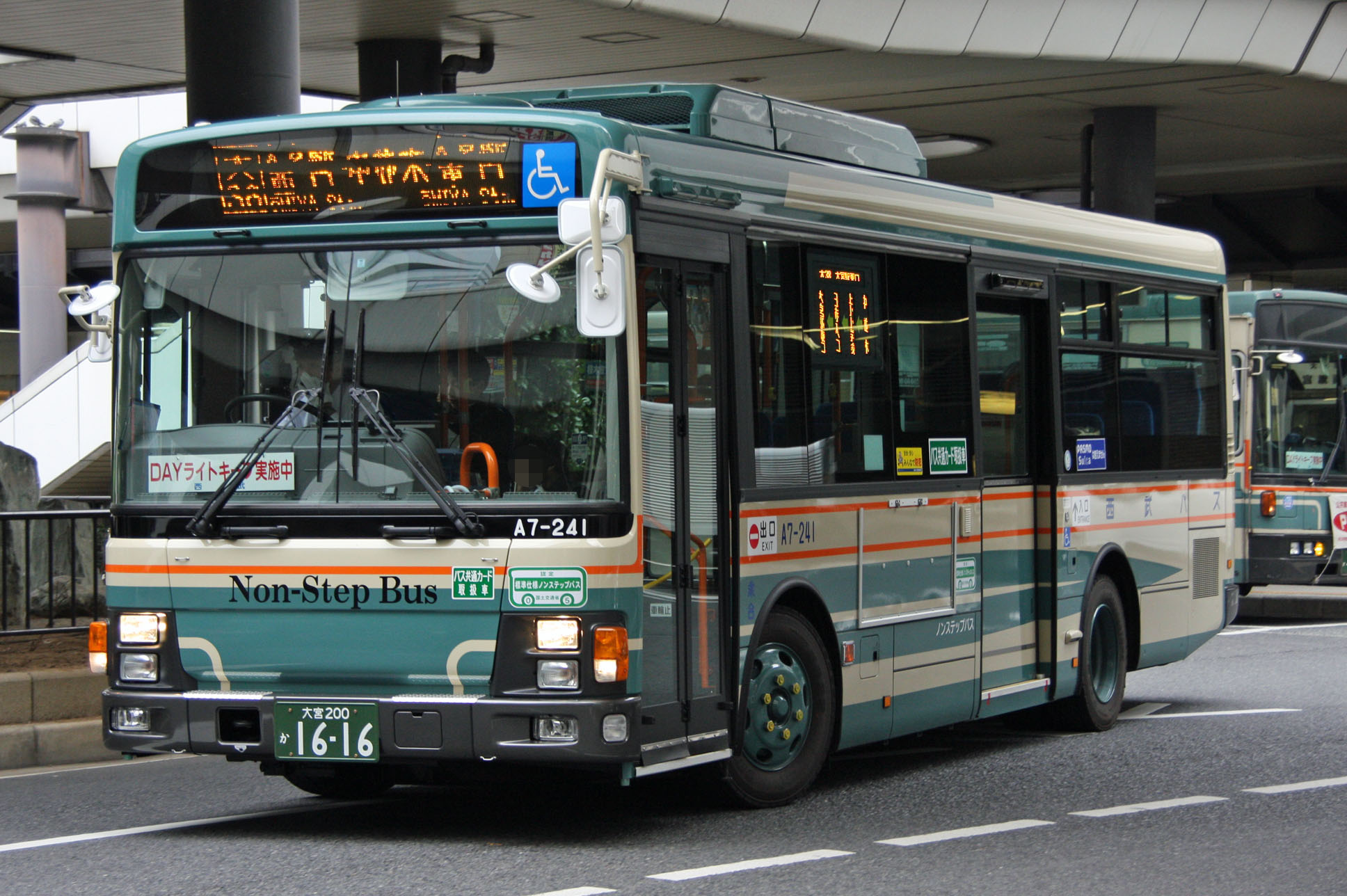
いすゞ「エルガミオ」ノンステップ（A7-241） 撮影：大宮駅西口
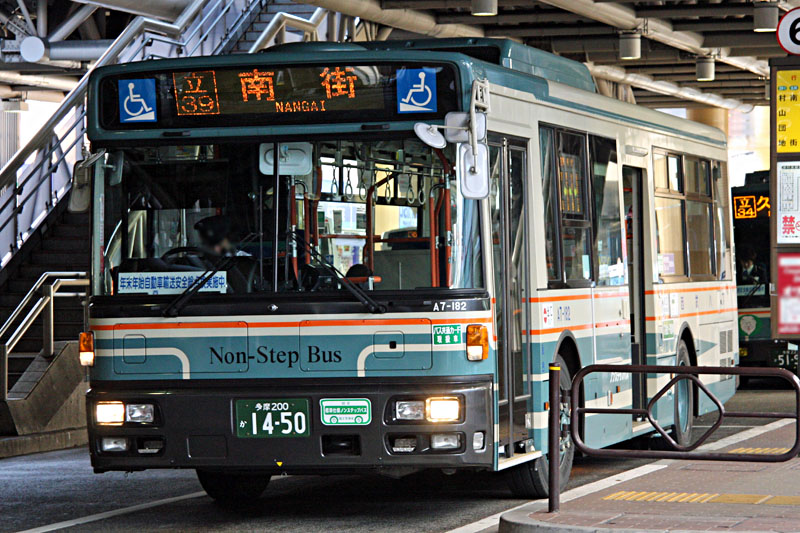
日産ディーゼル「スペースランナー」ノンステップ（A7-182） 撮影：立川駅
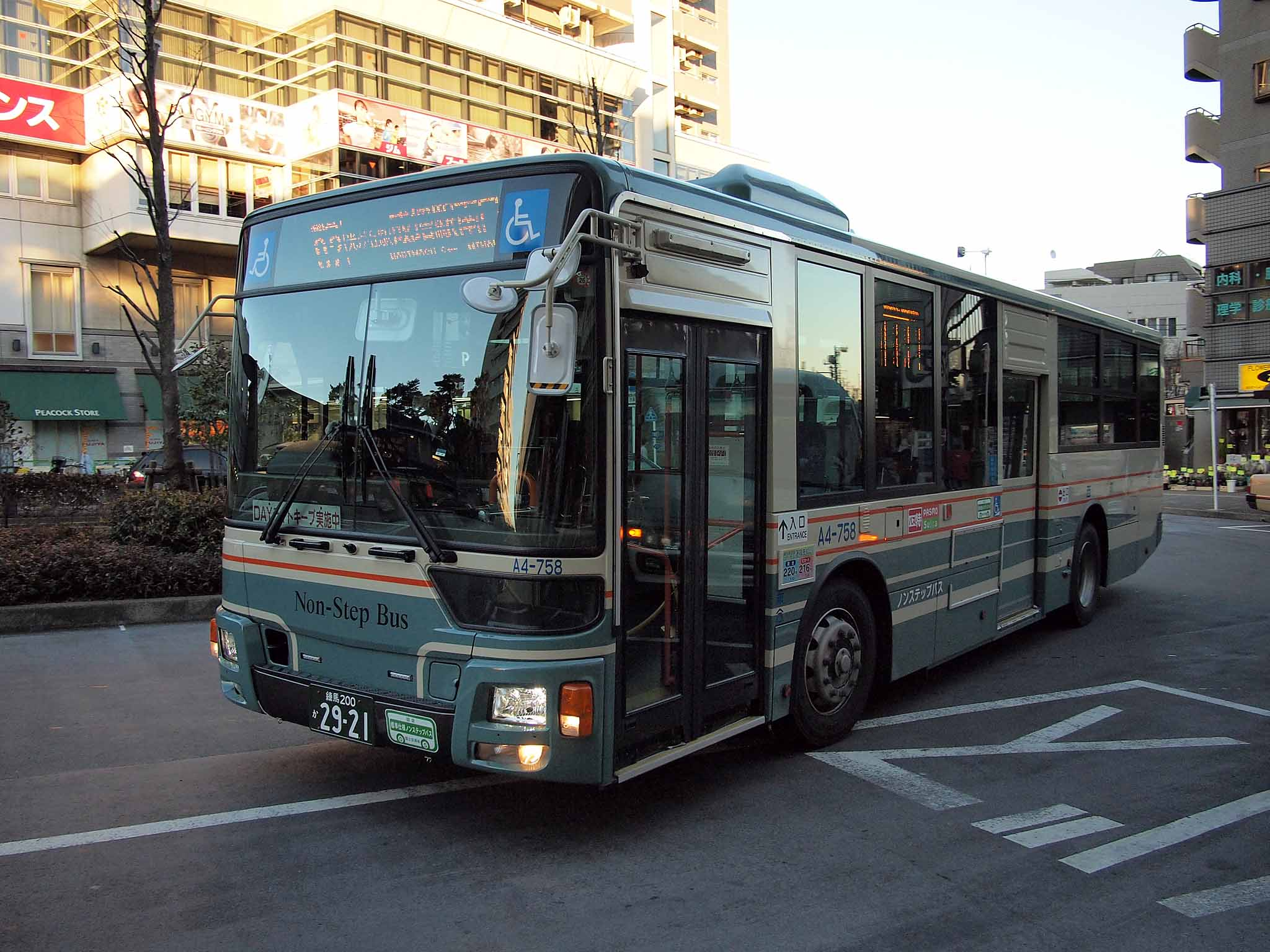
三菱ふそう「エアロスター」ノンステップ（A4-758） 撮影：練馬高野台駅

#### 時代のニーズへの適応
西武バスでも、その時代のニーズに合った車両を投入している。特に低床化は積極的に進められており、ノンステップバスは1998年12月に滝山営業所へ投入した日産ディーゼル・UAノンステップ（A8-570号車、(KC-UA460KAM)を皮切りに順次投入、2006年8月にはそれまでの大型車に加えて、中型車として初のノンステップバスとなるいすゞ・エルガミオ（A6-141号車、PA-LR234J1)が所沢営業所に投入された。都内地区の営業所では中扉4枚折戸のワンステップバス（三菱ふそう・エアロスター）も使用されている。
環境対策として、クリーンエネルギーを使用する車両も投入されている。2001年に川越営業所へ投入された日産ディーゼル・UAのCNG車（A1-775号車、KL-UA452KAN改）を皮切りに、天然ガスを燃料とするCNG車両が多くの営業所に投入されたほか、2008年3月には練馬営業所にハイブリッドバスとして、日野ブルーリボンシティハイブリッド（A8-274号車、BJG-HU8JLFP）が導入された。またコミュニティバス用車両として、日野・リエッセや三菱ふそう・エアロミディMEのCNG車が導入されている。2013年にはいすゞ・エルガハイブリッド、2018年からは日野ブルーリボンハイブリッド、2020年にはトヨタ・SORAが導入されている。2020年には上石神井営業所と滝山営業所のいすゞ・エルガ各1両に対してミドリムシを使用したユーグレナバイオディーゼル燃料を使用した車両を運行しており、そのことを示すラッピングを纏っている。
また、実際に運用には入っていないものの、2004年11月には資源エネルギー庁などが液化石油ガスを燃料とするバスを研究するため韓国から持ち込んだ、現代自動車製の路線バス「エアロシティ」のLPG仕様車が狭山営業所に配置され、一般路線で試験走行を行った。

#### 方向幕の表示

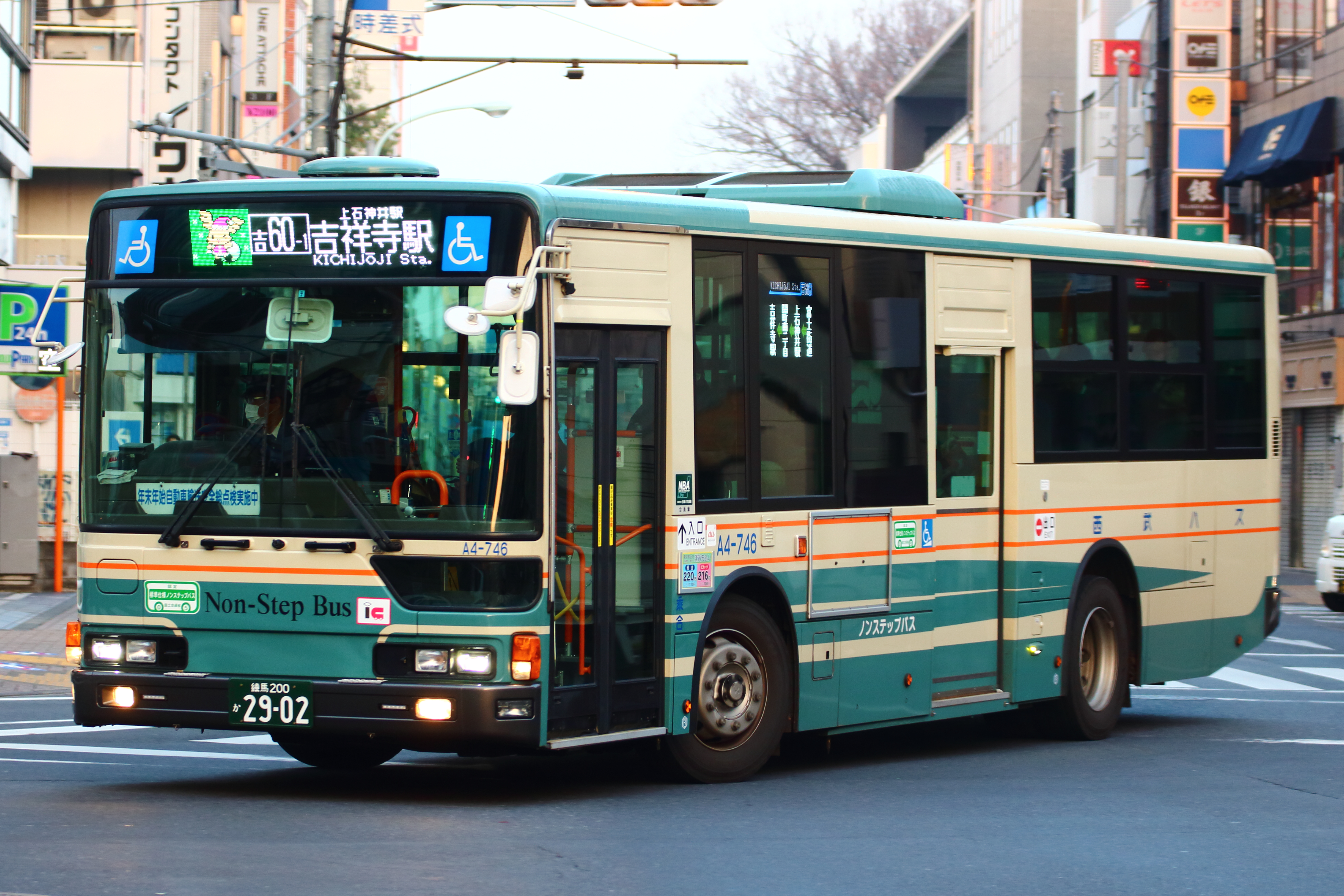
フルカラーLED搭載車

方向幕（前面・側面・後面）での表示のLED化への変更は、比較的早期から改造並びに新車導入時に進められている。2001年、川越営業所に導入されたA1-775号車で試験的に新規LED表示を採用し、翌2002年入籍の新車から本格的に導入され、同年から1998年製車（初のノンステップバス）を皮切りに順次LED改造が行われている。以後、LED改造が進められている。近年では、営業所毎に視認性を向上させた独自の表示を行うなどの工夫が見受けられている。
2015年3月からは、練馬・上石神井・滝山（西原含む）・新座営業所を皮切りに、西武バス全ての営業所（西武観光バスは除く）にフルカラーLED表示の導入が開始され、2017年に完了している。高速路線車についても2018年の導入分よりフルカラーLEDが採用されているが、既存車の交換は行っていない。

#### 廃車車両の譲渡
西武バスで役目を終えた車両は子会社の西武観光バス・西武総合企画への転属（西武総合企画への転属車は車番を変更）や同じ西武グループの伊豆箱根バスや近江鉄道への譲渡が多く見られる。また、過去には高速バス富山・高岡・氷見線の共同運行会社である加越能バスに譲渡された車両も存在し、加越能の車両として池袋に顔を出していた。西武バスの車両は、首都圏の排出ガス規制により8 - 12年程度で代替しているため、多くの車両がグループ外のバス会社にも譲渡されており、譲渡先は北海道から沖縄県まで広範囲に存在するほか、フィリピンなどに輸出されている。

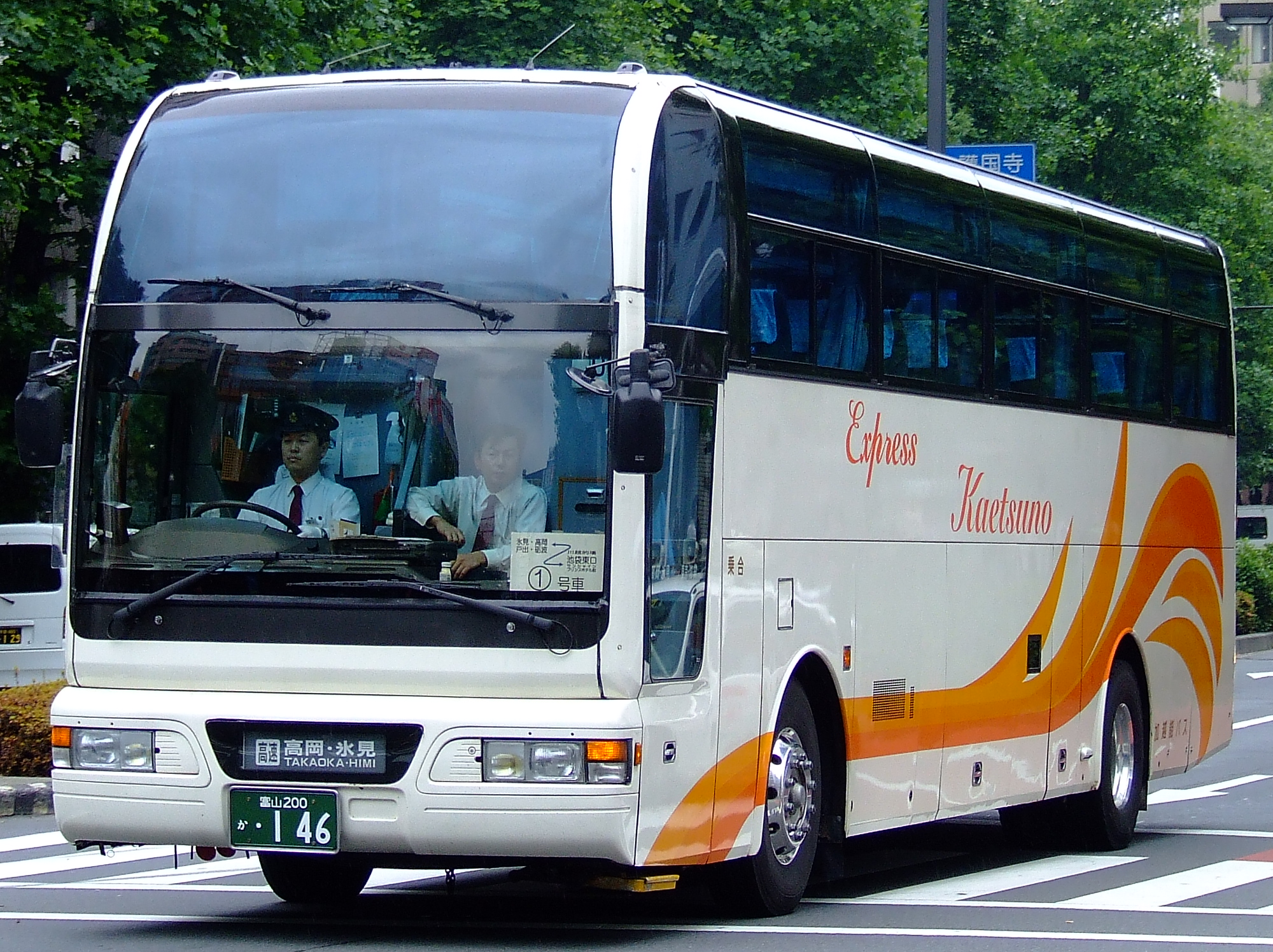
加越能バスへの譲渡車
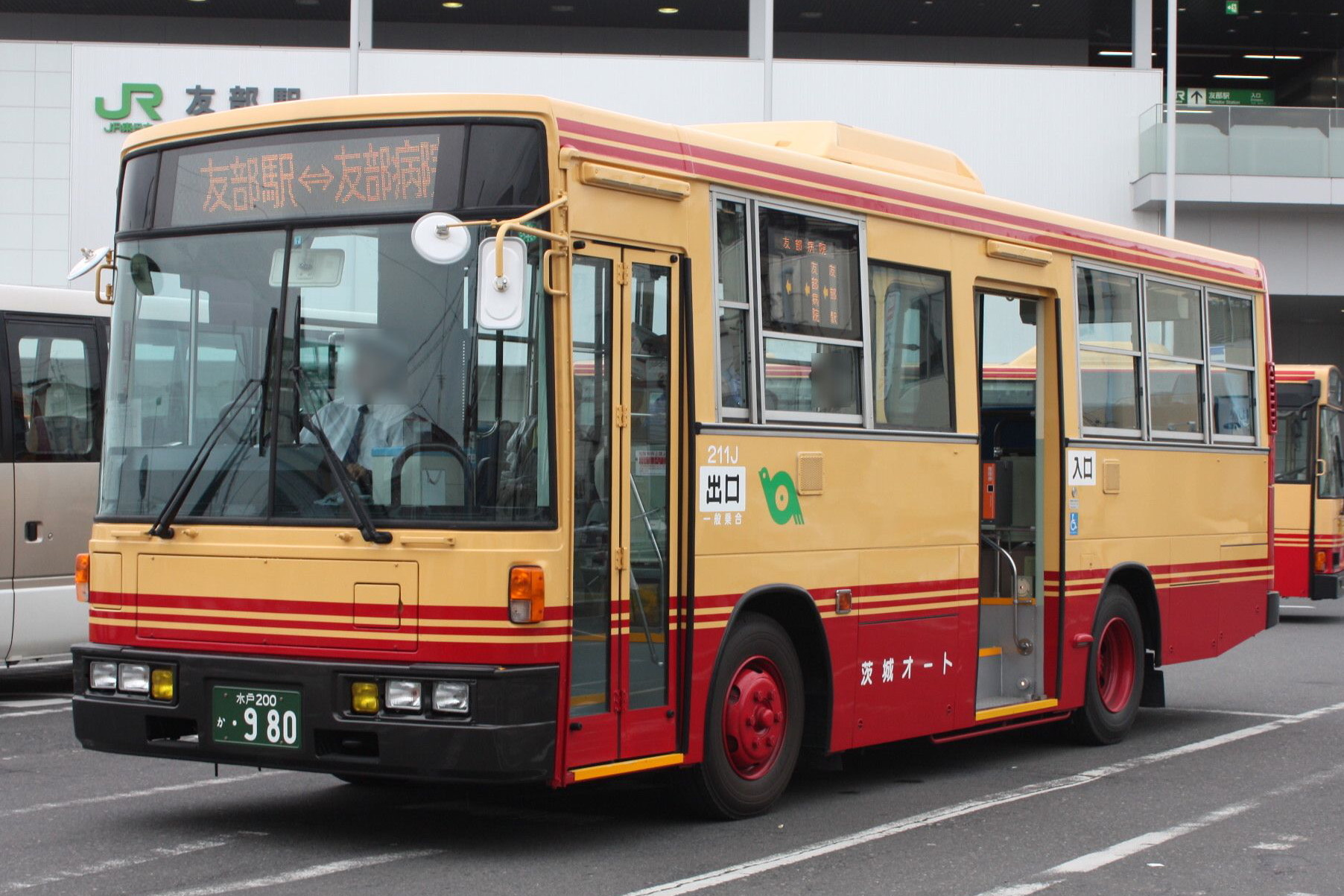
茨城オート（現・茨城交通）への譲渡車
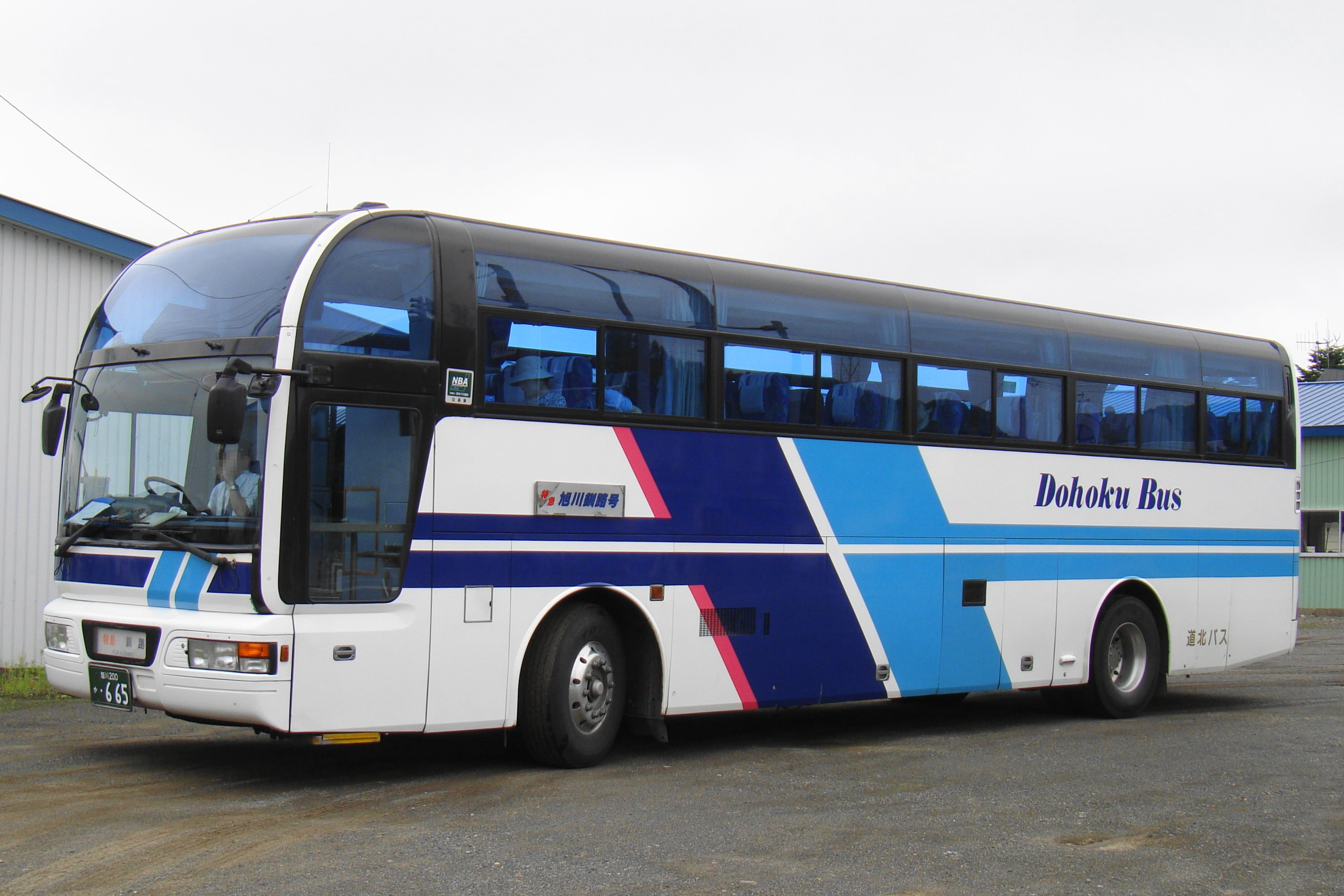
道北バスへの譲渡車 車高を低く抑えた元南紀線専用車
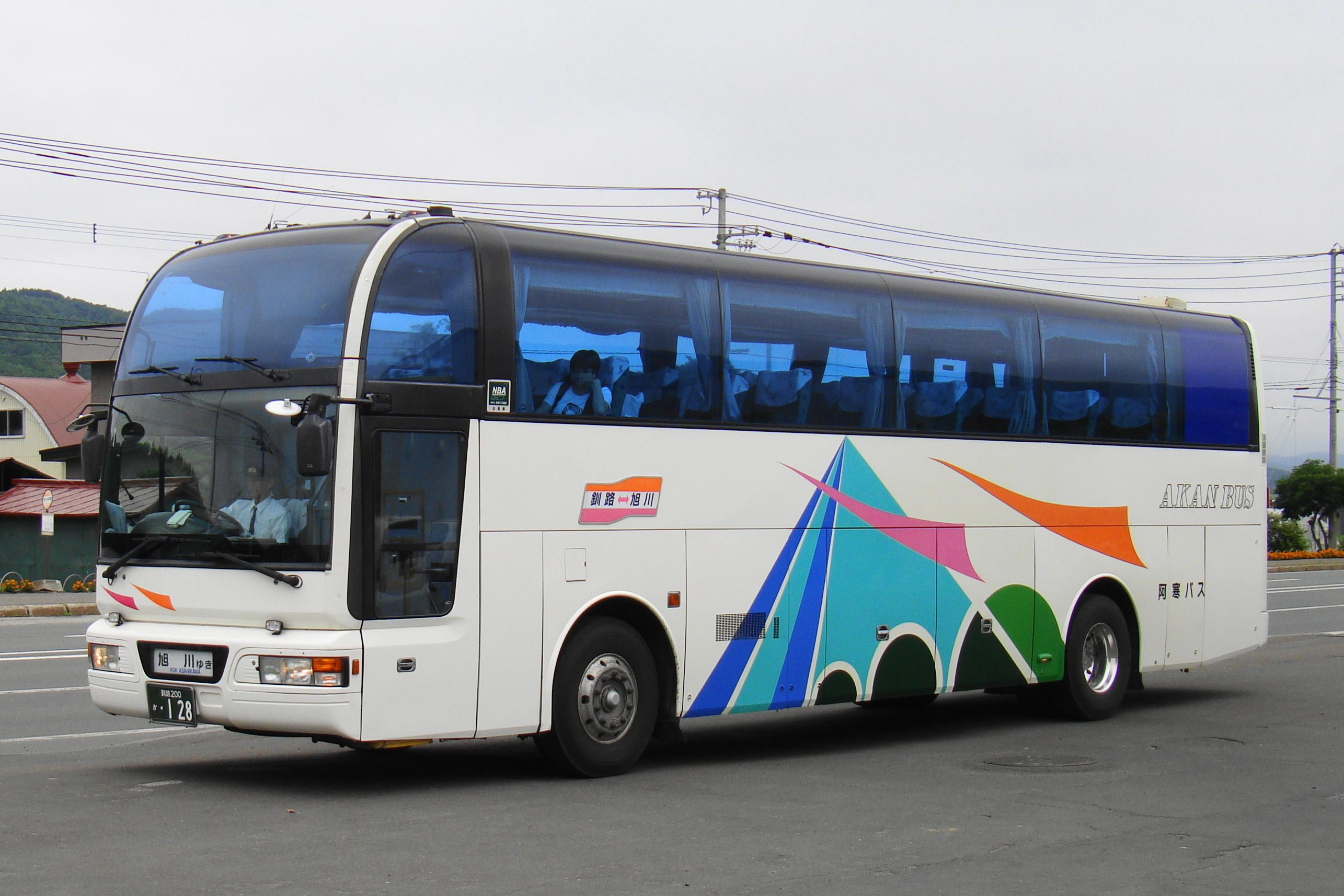
阿寒バスへの譲渡車
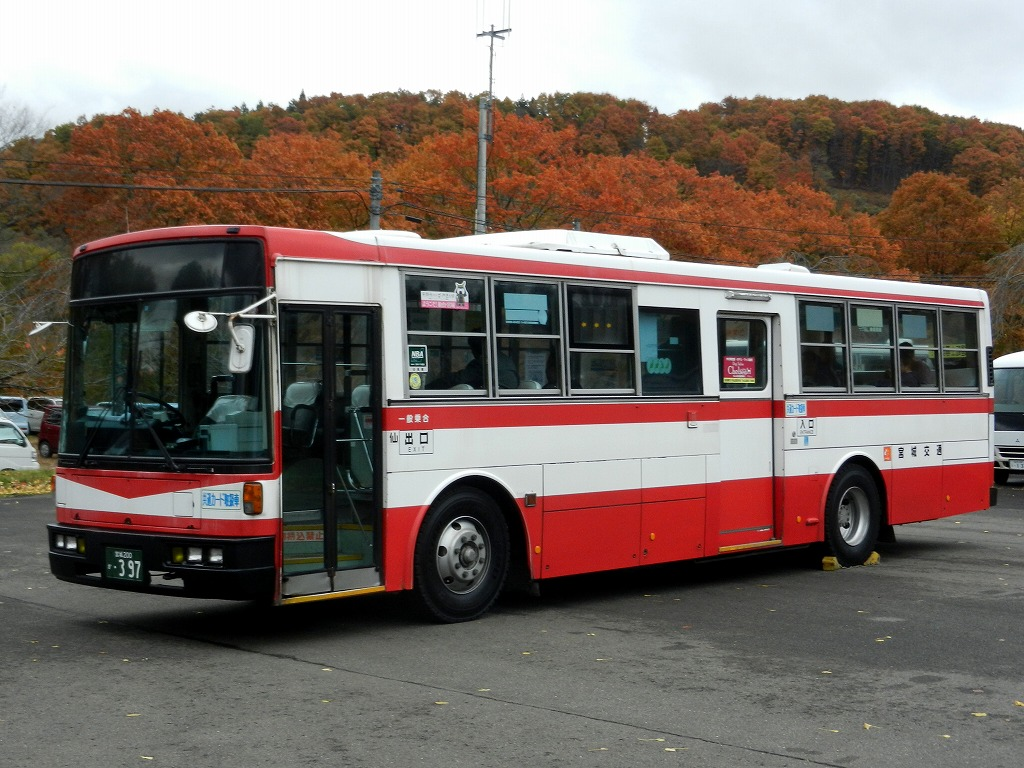
宮城交通への譲渡車
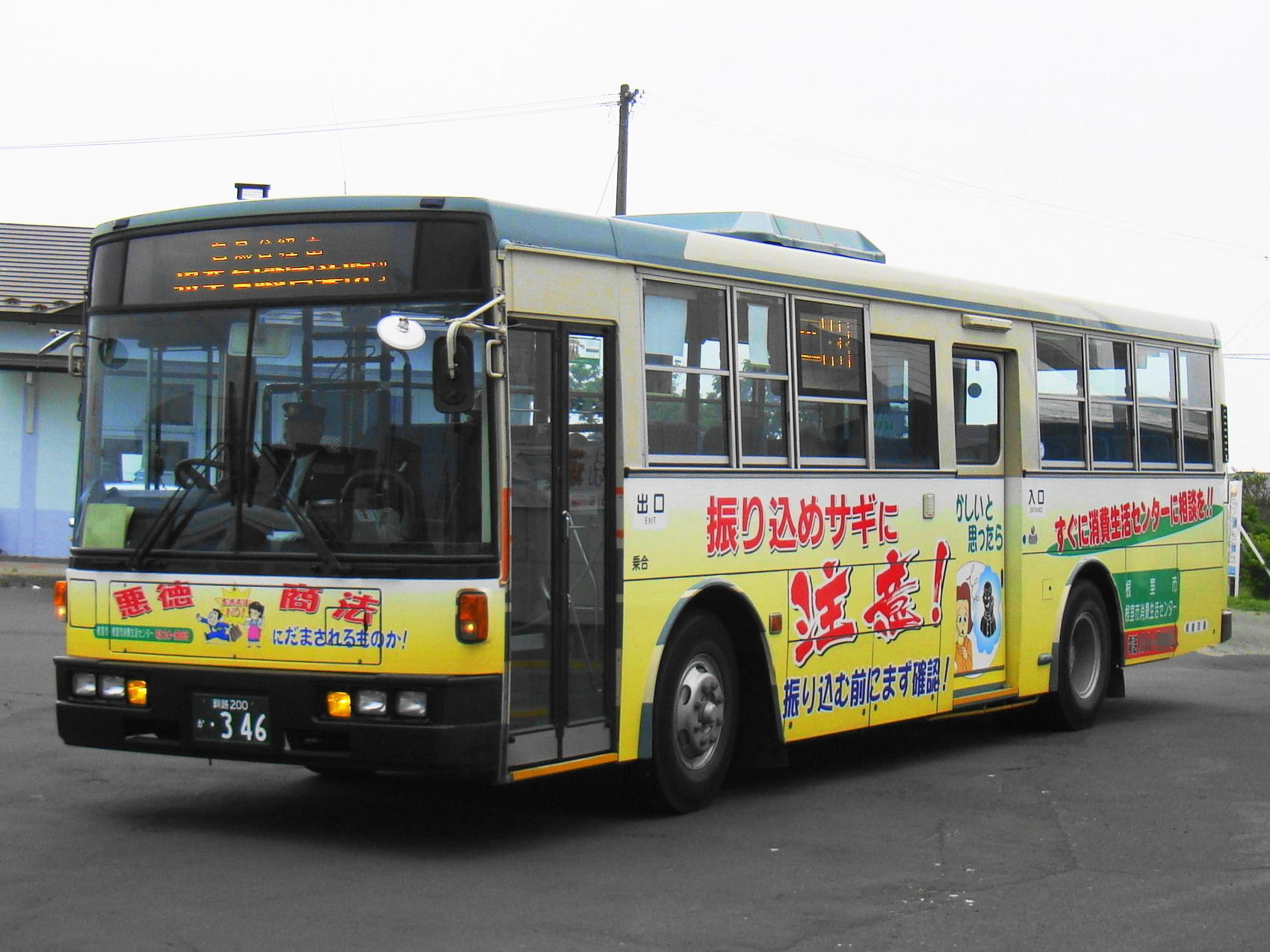
根室交通への譲渡車 西武バス塗装のままで使われる
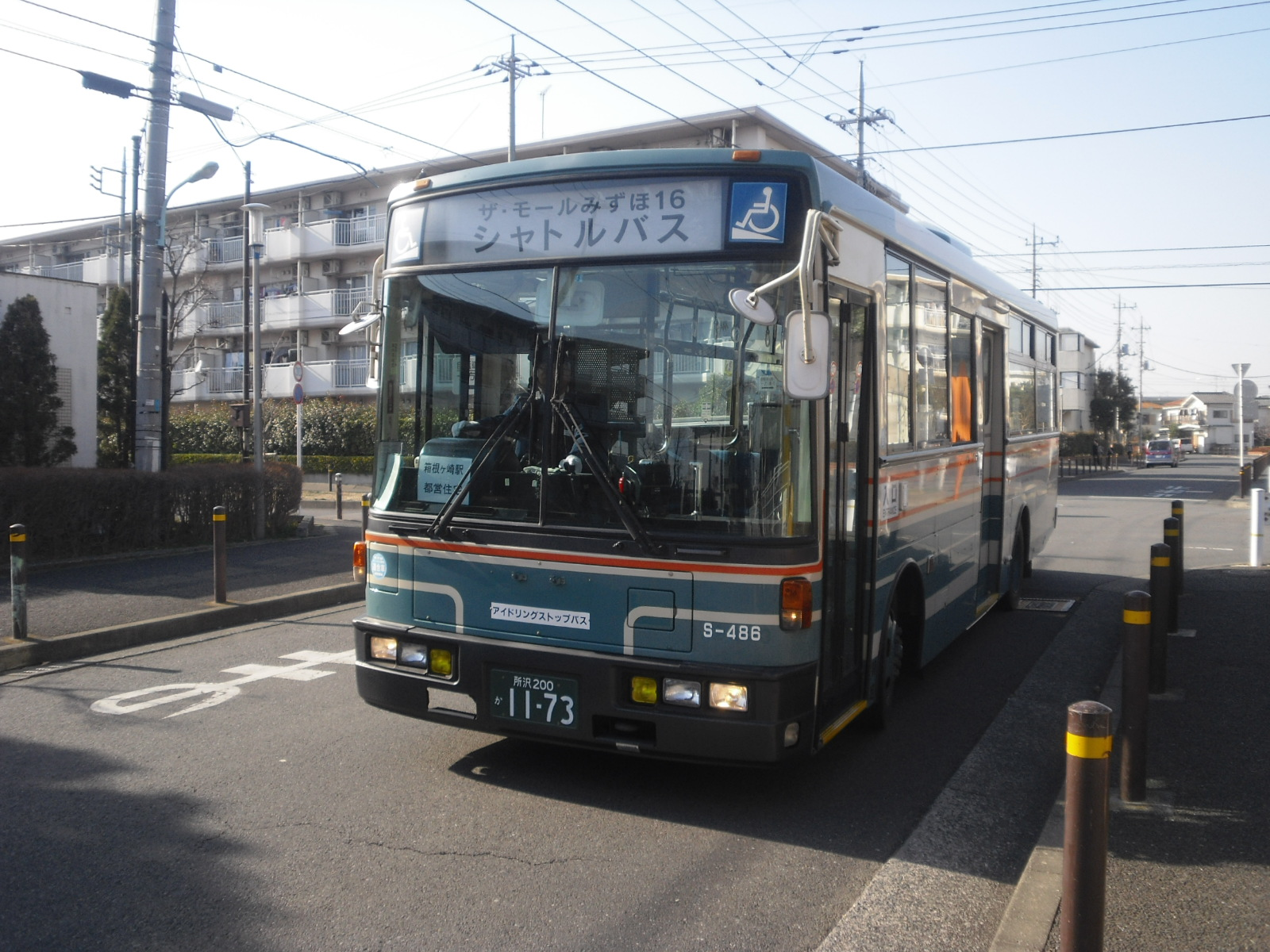
西武総合企画への譲渡車 西武バス塗装のままだが社番が変更されている
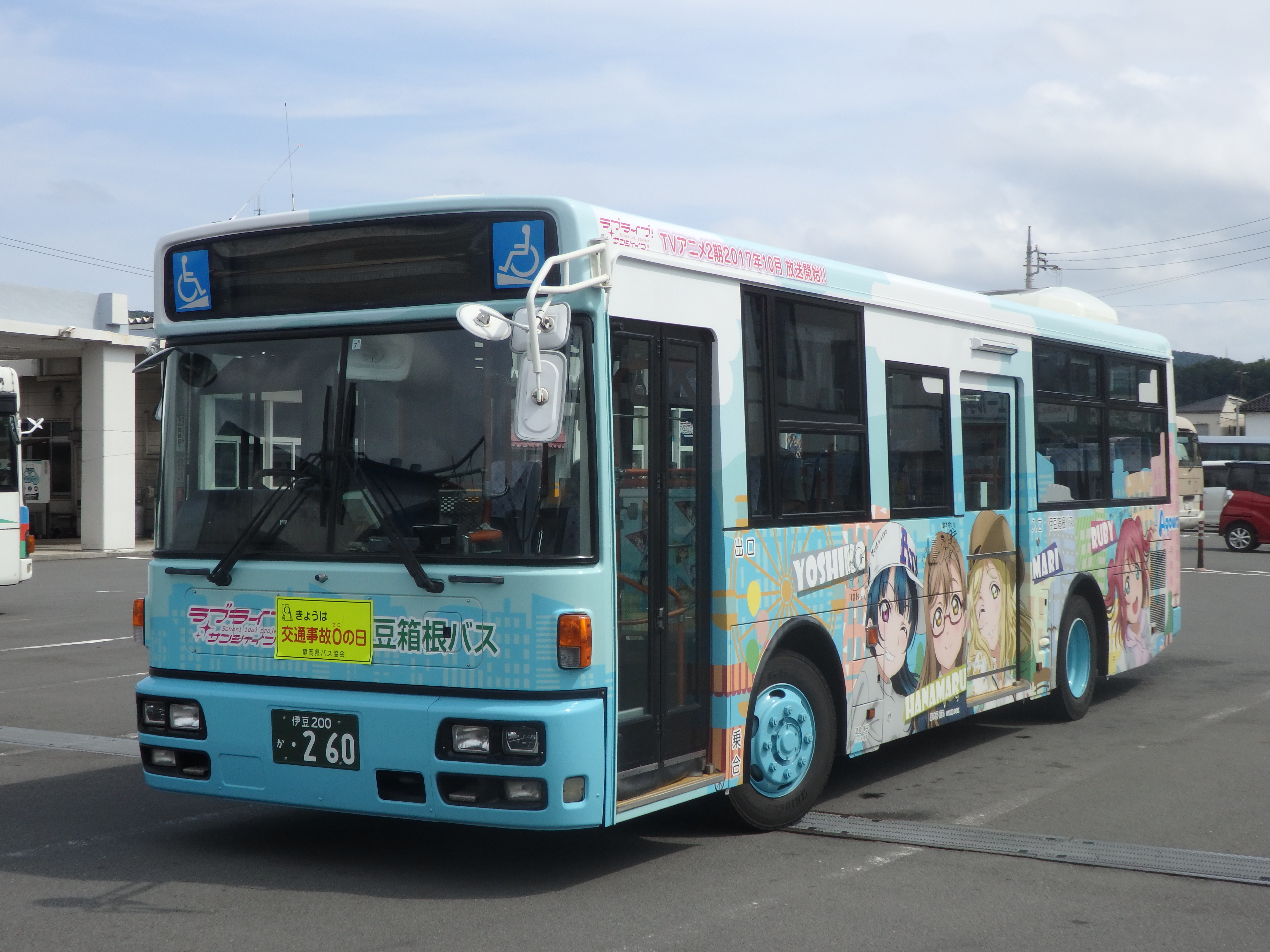
伊豆箱根バスへの譲渡車 移籍後すぐにアニメ作品のラッピングが施された。

## 日本国外へ足を伸ばした西武バス

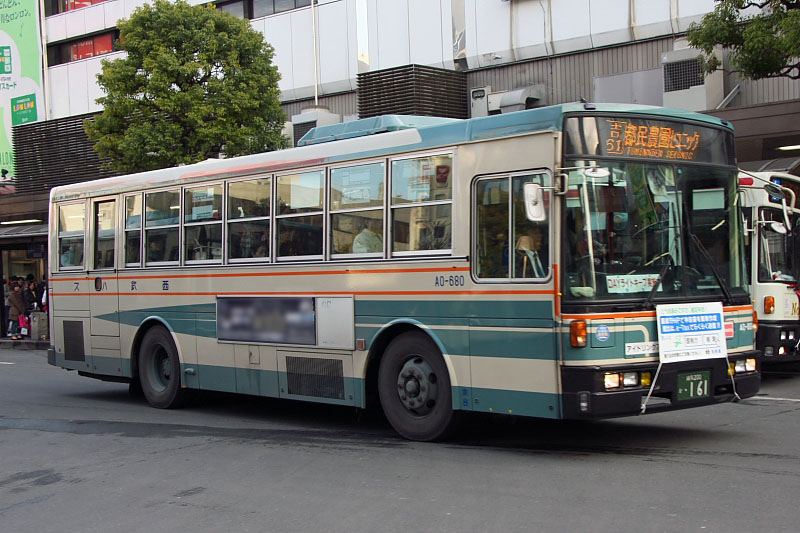
A0-680号車

2001年1月7日に放映された日本テレビ系の『ザ!鉄腕!DASH!!』において、「池袋から韓国まで路線バスでいくらかかるか!?」という企画が行われた際、西武バスの一般路線用車両が使用された。
池袋駅から韓国のソウル特別市まで「路線バスで韓国へ焼肉を食べに行く」というコンセプトで、当時日本テレビのアナウンサーだった新谷保志を乗せ、ベテラン運転士2名が運転し整備士1名が同行（いずれも40代男性）、実際に路線バスが走っている道路のみを経由し（伊良湖岬 - 鳥羽港と下関港 - 釜山はカーフェリー経由）、実際に運行している会社の運賃を適用して（日本国内区間は円、韓国区間はウォン換算）、6日間かけて池袋駅東口からソウル市内のミョン・ムル・ギョリ停留所へ無事到達した。日本国内で現役のバスが他国まで足を伸ばした大変珍しい事例である。
使用された車両は、上石神井営業所に所属するA0-680号車（日産ディーゼル・UA、KC-UA460HSN）で、番組収録時には特製の方向幕と車内運賃表が使用され、さらに韓国へ上陸した際にはハングル表記のものに交換された。このA0-680号車は2012年3月26日をもって除籍後、広島交通に譲渡され、同社の847-03号として広島市内の路線バスとして活躍を始めた。

## 子会社
- 西武観光バス
観光バスのほか、秩父・軽井沢地区などの一般路線と、千曲線・大宮発着の高速バスの一部を担当する。2017年4月1日に、西武高原バスを吸収合併した。
- 西武総合企画
特定輸送（企業や学校の送迎）を行う会社。以前は警備業（路線バス沿線の誘導係やプリンスホテルなどの警備）や清掃業も行っていたが2012年10月1日に株式会社西武SCCATが設立され警備・清掃業務は移管された。
- 西武ハイヤー
タクシーを東京都多摩地区と埼玉県内、長野県北佐久郡軽井沢町で、ハイヤーを東京都心で運行する。（現在、軽井沢町では西武ハイヤーの運行はしていない）

### 現存しない子会社
- 西武自動車
管理受委託のために設立したが、2010年12月1日に西武バスに再統合された。廃止時点において、練馬・高野台・立川・飯能事業所を置いていた。
- 西武高原バス
軽井沢、万座温泉、草津温泉などをエリアに、高速バス佐久線・軽井沢線・上田線（千曲線）も担当していた。2017年4月1日に、西武観光バスに吸収合併された。